# エスリンゲン・アム・ネッカー
エスリンゲン・アム・ネッカー（ドイツ語: Esslingen am Neckar, ドイツ語発音: [ˈɛslɪŋən] ( 音声ファイル)、シュヴァーベン語では[ˈeslẽŋɐ]）は、ドイツ連邦共和国バーデン＝ヴュルテンベルク州シュトゥットガルト行政管区のエスリンゲン郡に属す市である。1964年10月16日まで公式表記は Eßlingen am Neckar であった。シュトゥットガルトの中心から南東約 10 km に位置し、同名の地区の中心に位置している。この街は大規模郡都市であると同時に、バーデン＝ヴュルテンベルク州に2番目に大きなミッテルシュタット（中規模都市）で、11番目に大きな都市である。エスリンゲン郡の郡庁所在地であり、同郡最大の都市でもある。エスリンゲンは周辺市町村の中級中心を形成している。住民たちは「ツヴィーブリンガー」というニックネームで呼ばれる。
8世紀に初めて文献に記録されたエスリンゲンは1181年から自由帝国都市となった。1803年にこの街は独立権を失い、ヴュルテンベルク公国に編入された。19世紀の工業化が経済的発展を成し遂げ、都市景観を創り上げた。
ドイツ観光街道の１つであるドイツ木組みの家街道のバーデン＝ヴュルテンベルク・コースがこの街を通っている。

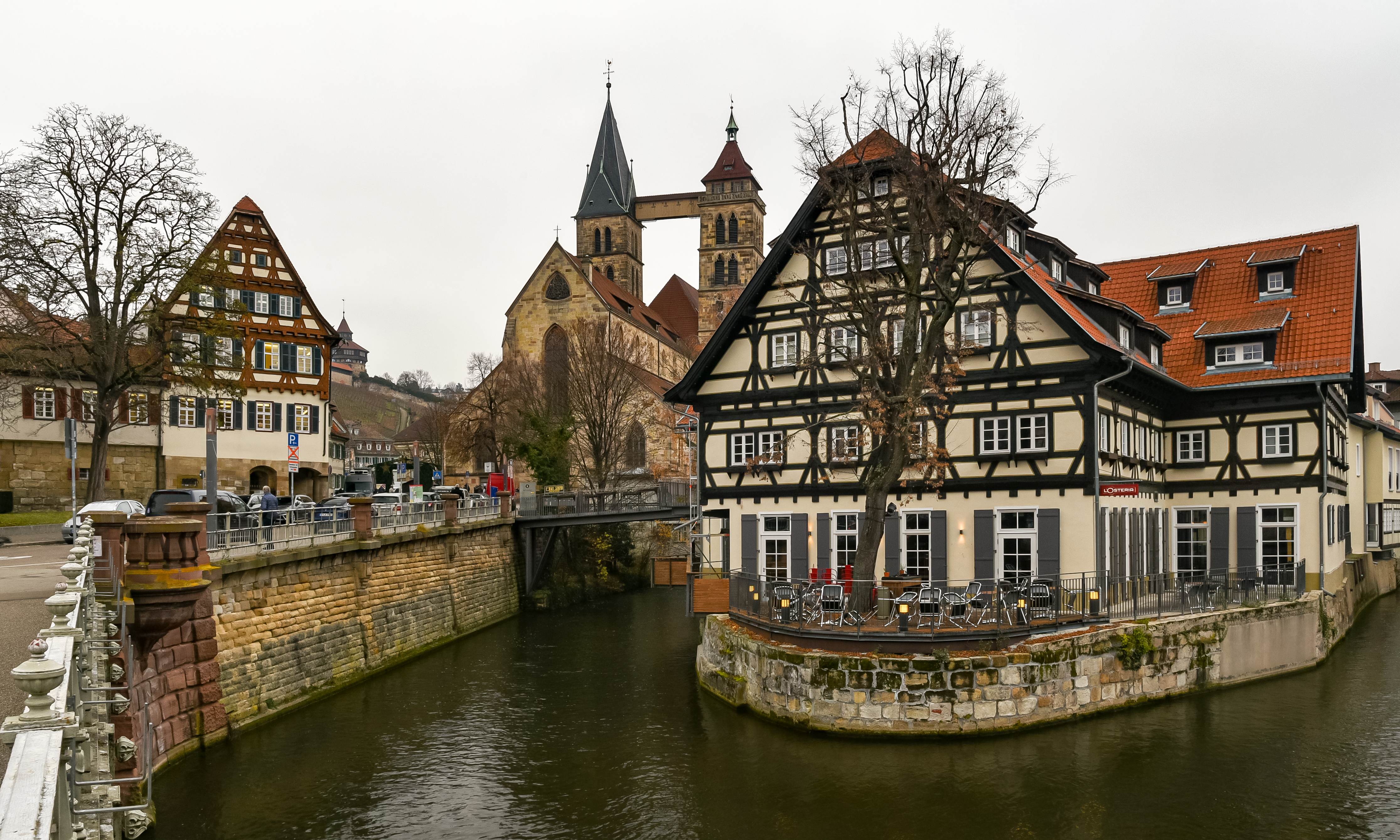
エスリンゲン旧市街

## 地理

### 位置
エスリンゲン・アム・ネッカーは、シュトゥットガルト南東のネッカータール狭小部に位置している。ネッカー川が南東から北西に市域を貫いて流れており、旧市街はその北側にある。ここにはエスリンゲン堰もある。アルトバッハから来たネッカー川は、まずツェル地区に接して流れ、メッティンゲン地区とヴァイル地区との間で市域を離れ、シュトゥットガルト方面に流れて行く。エスリンゲン・アム・ネッカーは、東にシュールヴァルトの高台があり、南は丘陵の支脈がフィルダー盆地まで続いている。
本市の高度は、ネッカータールの 230 m からシュールヴァルトの 498 m に広がっている。

### 土地利用
エスリンゲンの面積は 4,643 ha である。このうち 1,193 ha が森林、112 ha が水域である。93 ha でブドウが栽培されており、ワイン生産地ヴュッテンベルクに属している。1,662 ha が市街地で、約9万人が暮らし、道路、広場、道路、鉄道がこれに含まれる。
2020年現在の本市の用途別土地面積および占有率は以下の通りである。
| 用途         | 面積 (ha) | 占有率 (%) |
| ------------ | --------- | ---------- |
| 住宅用地     | 816       | 17.6       |
| 商工業用地   | 348       | 7.5        |
| レジャー用地 | 135       | 2.9        |
| 交通用地     | 504       | 10.9       |
| 農業用地     | 1373      | 29.6       |
| 森林         | 1179      | 25.4       |
| 水域         | 109       | 2.4        |
| その他       | 179       | 3.9        |
| 合計         | 4643      | 100.0      |

### 隣接する市町村
北から時計回りに以下の市町村がエスリンゲン・アム・ネッカーと境を接している。ケルネン・イム・レムスタール（レムス＝ムル郡）、アイヒヴァルト、バルトマンスヴァイラー、プロヒンゲン、アルトバッハ、ダイツィザウ、デンケンドルフ、オストフィルデルン（いずれもエスリンゲン郡）、およびシュトゥットガルトである。

### 市の構成
本市は、以下の32市区から構成されている。
| 市区番号 | 市区名                              | 市区名                              | 地図 |
| -------- | ----------------------------------- | ----------------------------------- | ---- |
| 11       | イネンシュタット（内市街）          | イネンシュタット中央                |      |
| 12       | イネンシュタット（内市街）          | イネンシュタット西                  |      |
| 14       | イネンシュタット（内市街）          | イネンシュタット東                  |      |
| 13       | ホーエンクロイツ                    | ホーエンクロイツ                    |      |
| 21       | ネッカーハルデ                      | ネッカーハルデ                      |      |
| 22       | リューデルン                        | リューデルン                        |      |
| 23       | ズルツグリース                      | ズルツグリース                      |      |
| 24       | クルンメンアッカー                  | クルンメンアッカー                  |      |
| 31       | ザンクト・ベルンハルト              | ザンクト・ベルンハルト              |      |
| 32       | ゼラハ                              | ゼラハ                              |      |
| 33       | オーバータール                      | オーバータール                      |      |
| 34       | ヴェルデンブロン                    | ヴェルデンブロン                    |      |
| 35       | ヴィフリングスハウゼン              | ヴィフリングスハウゼン              |      |
| 36       | リーバースブロン                    | リーバースブロン                    |      |
| 37       | ケネンブルク                        | ケネンブルク                        |      |
| 41       | ヘーゲンスベルク                    | ヘーゲンスベルク                    |      |
| 42       | キンミヒスヴァイラー/オーバーホーフ | キンミヒスヴァイラー/オーバーホーフ |      |
| 51       | オーバーエスリンゲン                | オーバーエスリンゲン西              |      |
| 52       | オーバーエスリンゲン                | オーバーエスリゲン東                |      |
| 53       | オーバーエスリンゲン                | オーバーエスリンゲン工業地区        |      |
| 61       | ジルナウ                            | ジルナウ                            |      |
| 62       | ジルナウ                            | ジルナウ工業地区                    |      |
| 63       | ジルナウ                            | ジルナウ＝エンテンネスト            |      |
| 71       | プリーンザウフォアシュタット        | プリーンザウフォアシュタット        |      |
| 72       | ツォルベルク                        | ツォルベルク                        |      |
| 81       | ヴァイル                            | ヴァイル                            |      |
| 82       | ブリュール                          | ブリュール                          |      |
| 91       | メッティンゲン                      | メッティンゲン西                    |      |
| 92       | メッティンゲン                      | メッティンゲン東                    |      |
| 101      | ベルクハイム                        | ベルクハイム北                      |      |
| 102      | ベルクハイム                        | ベルクハイム南                      |      |
| 111      | ツェル                              | ツェル                              |      |

さらにエスリンゲンには飛地がある。シュトゥットガルトの市域内にある「シュタットヴァルト・エスリンゲン・アム・ネッカー・シュティフツヴァルト・カッツェンバッハー・ホーフ」である（北緯48度44分41.24秒 東経09度03分41.69秒 / 北緯48.7447889度 東経9.0615806度）。

### 地域計画
エスリンゲンは、シュトゥットガルトを上級中心都市とするシュトゥットガルト地方内の中級中心都市である。エスリンゲン中心エリアには郡北部の市町村が含まれる: アイヒヴァルト、アルトバッハ、バルトマンスヴァイラー、ダイツィザウ、デンケンドルフ、ホーホドルフ、リヒテンヴァルト、ノイハウゼン・アウフ・デン・フィルデルン、オストフィルデルン、プロヒンゲン、ライヒェンバッハ・アン・デア・フィルス、ヴェルナウである。

### 保護地域
エスリンゲンの市域には3つの自然保護区が存在する。ヴェルデンブロン北東のクレーエンホイレ、北東部のアイヒヴァルトとの市境に接するシュテットナー・バッハが保護林として、東のアルトバッハとの市境に面したアルテ・ネッカー（ネッカー川の古い川筋）が自然保護区に指定されている。ヴァイルの南には立ち入りが禁止された森ヴァイラーハルデが、ジルナウの南には保護林のシュティフトゥングスヴァルト・ジルナウがある。
さらに景観保護区として、エスリンゲン景観保護区、ブッツェンヴィーゼン＝クレープヴァルト＝キューハルデ＝レッテン景観保護区、ウンテーレス・ケルシュタール景観保護区、シュールヴァルトラント・アルトバッハ＝プロヒンゲン＝ライヒェンバッハ景観保護区がある。
この他に、エスリンゲンには、FFH-地域フィルダーとシュールヴァルトの一部がある。

## 歴史

### 古代
考古学的発掘によって、現在のエスリンゲンの市域には新石器時代から継続して集落が営まれていたことが証明された。現在の市教会の下に紀元前1000年頃の人の定住跡がある。ラ・テーヌ文化時代のものでは、エスリンゲン近郊に四角形の防塁が知られている。

### ローマ時代
ローマ人は紀元後70年頃にライン川を渡り、エスリンゲン地域は1世紀にローマ帝国の一部となった。この頃オーバーエスリンゲン地域でローマ人の農場が営まれ、ベルクハイムにはローマ人のヴィラ（邸宅）が建設された。最寄りの大きな集落は、カンシュタットとケンゲン（グリナリオ）であった。

### 民族移動時代、メロヴィング朝時代
フィルダー地方で出土する初期アレマン人の出土品は、エスリンゲン周辺のネッカータールでは発見されていない。リューデルンからは、3つの翼を持つ鏃などの東方の影響を受けた裕福な墓地が出土した。地名の末尾 -ingenは、重要な役割を果たした領主あるいは一門の Azzilo、Hezzilo、Hetsilo などの名前と関係があることを示しており、「Azzilo の者による」といった意味である。最も古くは、856年に Ezelinga、866年に Hetsilinga と記録されているこの地名は、常にこの形式を保持している。
アレマン人は6世紀にクローヴィス1世が率いるメロヴィング朝に屈服した。アレマン人はフランク人の領主権下で行政業務を担い、フランク王国内に公領を形成した。8世紀に再び独立した領主権を獲得しようと試みた。カンシュタット付近でのその試みは失敗した。その後に行われたカンシュタット流血裁判によってアレマン人の公領は終焉を迎えた。
研究史上重要な考古学的発掘で、ギュンター・フェーリングによって聖ディオニシウス教会の下からヴィタリス僧庵が発見された。僧庵周辺の集落の痕跡はメロヴィング朝後期にまで及んだ。オーバーエスリンゲンとジルナウの列状墓地はこれより古い。

### エスリンゲンの文献証拠と発展
エスリンゲンの最初の文献記録は777年である。サン＝ドニの修道院長フルラドは、かつてハフティという名前の貴族から贈られたネッカー川の僧庵を、殉教者ヴィタリスの遺骨とともにメロヴィング朝の帝国修道院であったパリ近郊のサン＝ドニ修道院に遺贈することにした。この修道院長の死後（784年）修道院は、ヴィタリスの遺骨をイタリアからその僧庵に移送させた。その後この村は、多くの人が訪れる巡礼地となった。Hetsilinga としてエスリンゲンの名前が最初に記されたのは、866年のドイツ人王ルートヴィヒの文書であった。この文書ではヴィタリス僧庵がある村の市場開催権が確認されている。この市場開催権はおそらく800年頃にはすでに与えられており、修道院の収入となって巡礼の安全性を護るために使われていた。フランドルから上部イタリアに通じ、エスリンゲン付近でネッカー川を渡る街道筋に位置する好立地は、市場と巡礼の設置を促進した。
950年頃から1050年までエスリンゲンには貨幣鋳造所が置かれていた。この時代の史料はわずかにしか存在しない。1077年にルドルフ・フォン・ラインフェルデンがエスリンゲンで諸侯会議を開いた時にはすでにエスリンゲンはかなり発展した村になっていたと推測できる。この年ハインリヒ4世は対立王ルドルフと戦い、エスリンゲン近郊で戦闘を行った。この村はそれまでおそらくシュヴァーベン公の土地であったが、おそらく1079年にシュヴァーベン公の爵位とホーエンシュタウフェン城がともにフリードリヒ1世のものとなり、シュタウフェン家の所有となった。

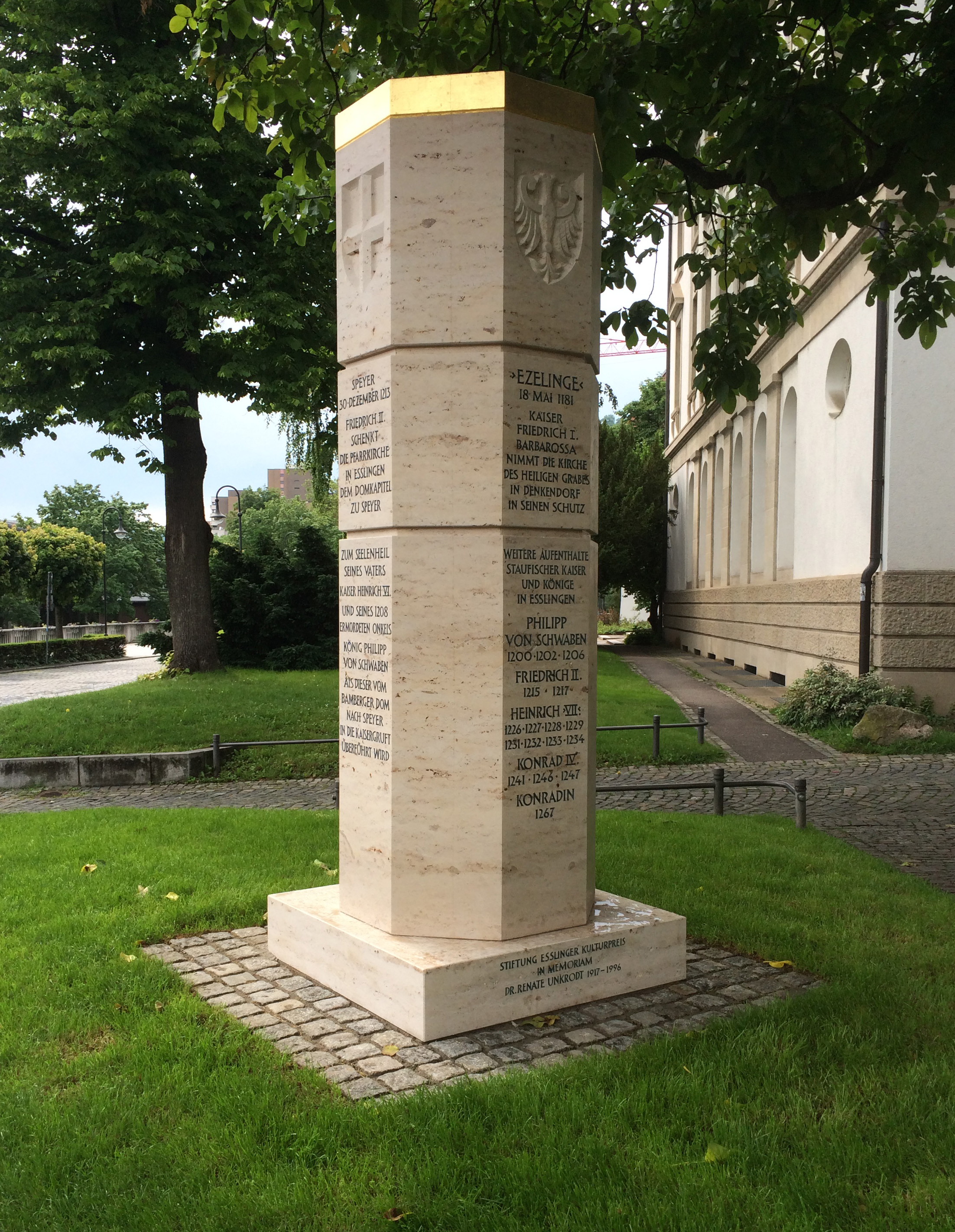
アプト＝フルラド通りに建つシュタウフェンの柱

### シュタウフェン家の権力掌握
フリードリヒ1世バルバロッサは、1181年にエスリンゲンの代官に周辺の行政・司法業務を委託し、遅くともこれによってエスリンゲンは帝国都市となった。
1213年12月30日、フリードリヒ2世王はエスリンゲンの聖ディオニス市教会を、その向かい側に位置する農場とともにシュパイアー聖堂参事会に寄贈した。アプト＝フルラド通り3番地のラテン語学校前のシュタウフェンの柱は2016年にこの出来事を記念して建立された。エスリンゲンでは13世紀に多くの大きな建物が建設され始めた。修道院が建てられ、ネッカー川に架かる橋がこの頃に架けられ、聖ヴィタリス教会が拡張された。1229年に初めて、ザレム修道院への寄進状にエスリンゲンの都市権と首長職について記載されている。
ハインリヒ7世やコンラート4世はじめシュタウフェン家の多くの当主がエスリンゲンに館を構えた。ルドルフ・フォン・ハプスブルクは1284年にこの街に都市法を授け、都市貴族とツンフトによる市の共同統治が認められた。
その豊かさから、13世紀には托鉢修道会がこの街に入った。彼らは清貧と贖罪を説き、市民の魂の救済に心を砕いた。ドメニコ会、フランシスコ会、カルメル会はすぐに重要な寄贈や遺贈を受け、これによって修道院や教会を建立した。

### ヴュルテンベルクとの紛争
エスリンゲンは、1246年のフランクフルトの戦いでヴュルテンベルク伯ウルリヒ1世に反してシュタウフェン側で戦った。これにより何世紀にも及ぶヴュルテンベルク家との争いが始まった。これはハインリヒ7世のヴュルテンベルク伯エーバーハルト1世に対する帝国戦争にも表されており、1312年にシュトゥットガルトはヴュルテンベルクの他の街とともに、帝国およびエスリンゲンに敗北し、1316年の平和協定でやっとエスリンゲンの支配から再び解放された。1356年、カール4世は長年にわたるこの不和を利用して、ツンフトの争いに乗じてヴュルテンベルク伯エーバーハルト2世にエスリンゲンを包囲させた。14世紀後半にシュヴァーベンの都市とヴュルテンベルクとの紛争が再燃し、1388年のデフィンゲン戦いによってやっと解消された。
1448年から1454年までヴュルテンベルク伯ウルリヒ5世との間で勃発した税関紛争は大規模な都市戦争を引き起こし、ヴュルテンベルクが勝利した。エスリンゲンは当初バーデンと同盟を結んだが、1473年にヴュルテンベルク領内に存在する財産に対する税を免除する協定をヴュルテンベルク伯と結んだ。この協定は1477年に更新され、帝国直轄権が失われるまで存続した。
ヨハネス・グーテンベルクの死後間もない1472年/1473年に早くもコンラート・フライヤーがエスリンゲンで最初の印刷所エスリンガー・オフィツィンを開業した。
1488年に帝国議会がエスリンゲンで開催され、シュヴァーベン同盟がここで創設された。1519年、エスリンゲンとヴュルテンベルクとの最後の戦いが行われた。ヴュルテンベルク公ウルリヒと諸都市との戦いの過程でウルリヒはシュヴァーベン同盟によって国外に逐われ、ヴュルテンベルクは1534年までオーストリアの行政権下に置かれることになった。

### 宗教改革
1552年にこの街に初めて福音主義が根付いた。最初の牧師は1526年に着任した。さらに1527年以降には改革派の再洗礼派教会組織が形成され、1529年に6人の信者に死刑の判決が下された。1531年から自由な説教が許可され、宗教改革家アンブロジウス・ブラーラーが現れ、1532年に彼の推薦によりヤーコプ・オッターが牧師となった。同じ年、イコノクラスムにより教会の内部装飾が破壊された。
エスリンゲン1531年にプロテスタントのシュマルカルデン同盟に加盟した。その後カール5世との戦いに敗れ、1548年からアウクスブルク仮信条協定にしたがってミサを行わなければならなかった。1551年、エスリンゲンは再び福音主義の礼拝を行った。市長のマティアス2世ヘルヴァルト・フォン・ビッテンフェルト（1510年 - 1584年）は、1579年にエスリンゲン市議会を代表してルター派の和協信条に署名した。

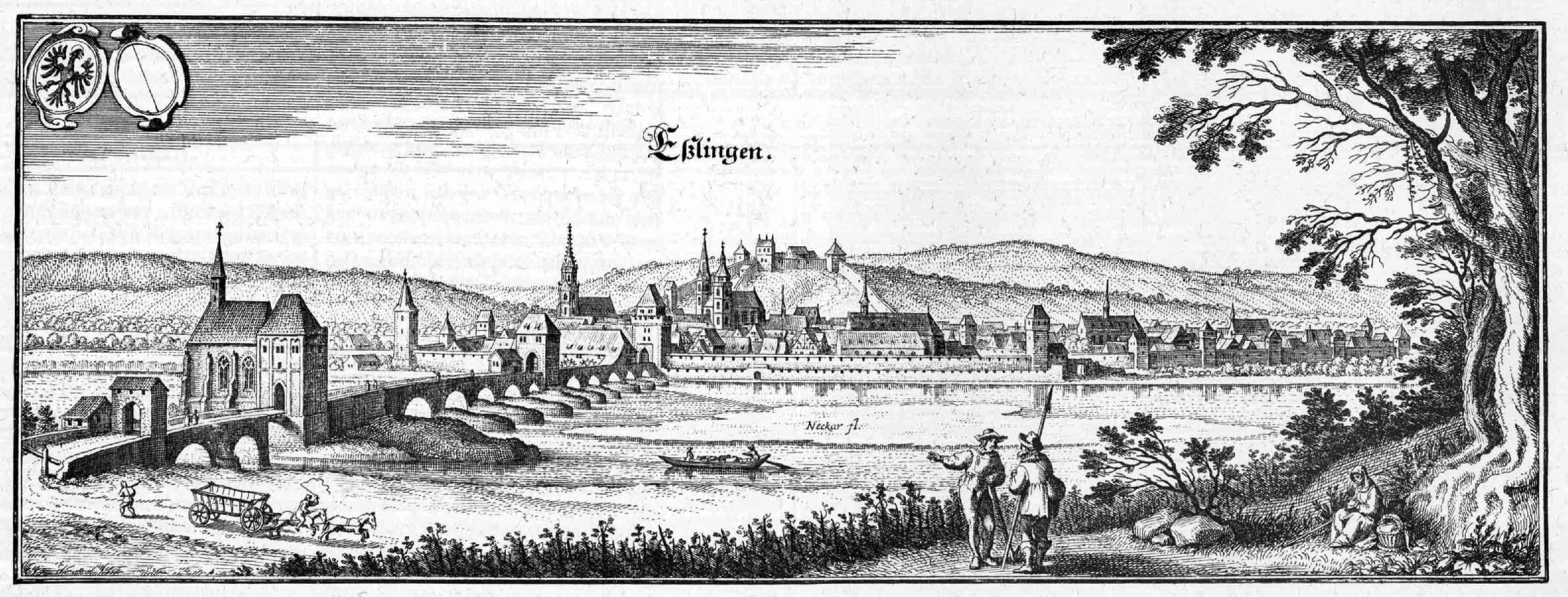
1643年に出版されたマテウス・メーリアンの銅版画に描かれたエスリンゲン

### 三十年戦争
1618年から1648年の三十年戦争で、この街は酷く苦しんだ。1634年のネルトリンゲンの戦いの後、約12,000人の難民がこの街に押し寄せ、その翌年にはペストが猛威を振るった。住民の約半数が飢えと疫病で亡くなった。この街は戦争終結時には経済的に完全に疲弊していたが、ヴェストファーレン条約によって独立が保たれた。

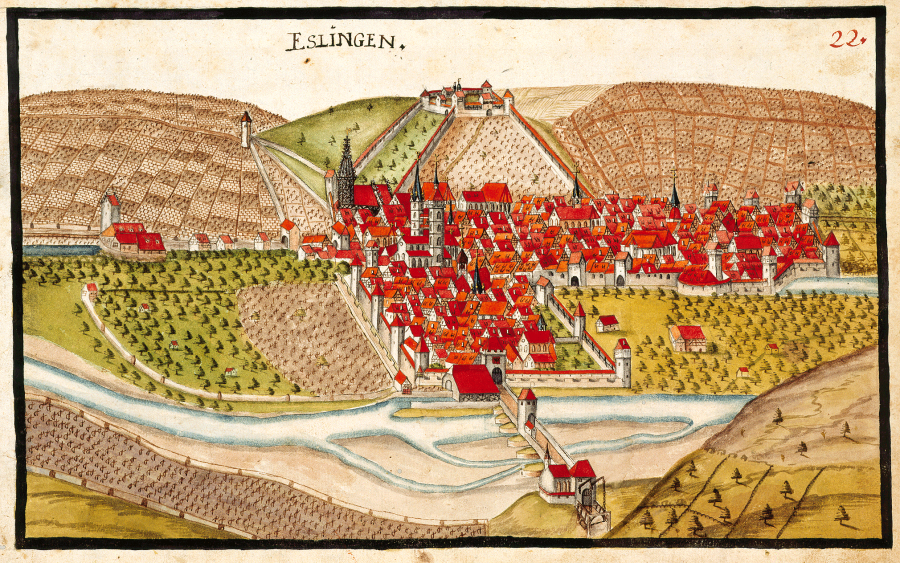
アンドレアス・キーザーが描いたエスリンゲン（1685年）

### プファルツ継承戦争とスペイン継承戦争
次の紛争、プファルツ継承戦争は、早くも1688年に起こった。本市は1688年にデュ・マ将軍が率いるフランス軍に占領された。フランス軍は重い軍税を課し、何週間もの間ここに宿営した。1693年にはマゼール将軍の兵がこれに続いた。1701年、火災により市庁舎を含む約200軒の家屋が焼失した。その後、焼失した地区全域がバロック様式で再建された。スペイン継承戦争では1707年にヴィラール将軍の軍勢によってエスリンゲンは再び占領された。
18世紀にはエスリンゲンのパルム家が目覚ましい躍進を遂げた。この家門は3世代のうちにエスリンゲンの市民から帝国諸侯にまで上り詰めたが、その後すぐに滅亡した。ヨハン・ダーフィト・パルム（1657年 - 1721年）はウィーンの皇帝の宮廷で財務技官を務め、オーストリアの指導的な民間銀行家として莫大な富を手に入れた。彼は1687年にハンガリー貴族の位を継承し、1711年に帝国騎士の地位を手に入れた。彼の息子カール・ヨーゼフ・フォン・パルム（1698年 - 1770年）は皇帝の外交官を務め、1729年に帝国男爵位を、1750年には帝国伯位を得た。ヨハン・ダーフィトの孫にあたるカール・ヨーゼフ・グラーフ・フォン・パルムは1774年にホーエングルデルフィンゲンの領主権を城とともに購入し、1783年に帝国諸侯の高みに達した。その息子パルム候カール・ヨーゼフ（1773年 - 1851年）でこの家門は断絶した。この家の分家がエスリンゲンにオーベラー・パルムシェス・バウを建設した。これが現在の新市庁舎である。この建物は1747年に着工され、1760年代に完成した。この建物は1840年に市庁舎となった。

### 独立の喪失
フランス革命後、ライン川左岸のドイツ領はフランス領となり、帝国自由領や聖界諸侯領が廃止され、ライン右岸のそれらの土地は分割された。1803年の帝国代表者会議主要決議以前の1802年9月6日にヴュルテンベルクの政府議会監視人がヴュルテンベルクの軍隊とともにエスリンゲンに入り、この街をヴュルテンベルクの領土として接収した。同じ年の11月23日に民事差し押さえが行われた。ヴュルテンベルクの統治下に組み込まれたこの街はオーバーアムト・エスリンゲンの行政機関所在地となった。このオーバーアムトにはエスリンゲンの他にダイツィザウ、メーリンゲン、ファイヒンゲンが含まれた。ヴュルテンベルク王国建国後1810年までいくつかの変更が行われ、最終的にオーバーアムトの構成が確立された。たとえば、メーリンゲンとファイヒンゲンは1807年にオーバーアムト・シュトゥットガルトに移管されている。

### 工業化
19世紀初め、エスリンゲンには金属製品業者 1社とウインチ工場 1社があるだけだった。その後急速な工業化が起こり、その結果1830年代にエスリンゲンは、労働者数と企業規模でヴュルテンベルクの都市の中で1位を占めるに至った。最も古い工場は主に繊維・皮革工業分野に属しており、特に織物工場と手袋工場であった。その後間もなく1826年に設立されたスパークリングワイン製造業者ケスラーをはじめとする飲食品製造業社や金属工業分野の企業がこれに続いた。1842年には18業者で約1500人の従業員を雇用していた。
ヴュルテンベルクでの鉄道工事の開始に際して、エスリンゲンは最初の建設プロジェクトであるルートヴィヒスブルク - シュトゥットガルト - エスリンゲン線の終着駅となった。王立ヴュルテンベルク邦有鉄道の一番列車は、カンシュタットから1845年11月20日にエスリンゲンに到着した。幹線鉄道のエスリング分岐線はそのわずか後にウルム方面へ延長された。その最初の区間であるエスリンゲン - プロヒンゲン間は1846年12月14日に完成した。ヴュルテンベルク王国による鉄道の拡充は、エスリンゲン機械工場の礎となった。1860年頃までエスリンゲンでは金属工業が主導的地位にあった。金属製品工場の他に、多くの機械、工具工場が設立された。
新たに起こった工業地域が都市景観を創り出していった。1805年から1811年に市壁や市門の大部分および古いカタリーネンホスピタルが取り壊された後、1838年からはさらなる解体の波が興り、聖十字架礼拝堂、ヒンテーラー教会の身廊、プリエンザウミューレが取り壊され、これに替わって工場、電信ステーション、ガス工場などが建設された。さらなる工業化の進展に伴い、1865年、ネッカー左岸にプリーンザウフォアシュタットが建設された。1894年にドイツ初の職業安定所がエスリンゲンに造られた。
工業化によって、19世紀半ばには雇用者と被雇用者の関係に変化が起こった。対立は深刻化し、ドイツ連邦の各領邦で三月革命が勃発した1848年にエスリンゲンではアウグスト・ホーホベルガーによって最初の労働者協会が設立された。この最初の協会はわずか4年しか存続しなかったが、1862年に「労働者教育協会」として新たに設立され、すぐに会員数250人の、この種のものとしてはヴュルテンベルクで2番目に大きな協会となった。ホーホシュテッターは1865年に消費者協会も設立している。1869年にはヴュルテンベルク発の繊維労働者の労働組合がエスリンゲンで結成された。第一次世界大戦までこの街は、ヴュルテンベルクにおける労働運動の牙城となっていた。

### ヴァイマル共和国と国家社会主義
1918年11月9日、労働者のデモが行われた。そこで労兵レーテが選出された。1919年に共産主義の労働者が街を占拠した。シュトゥットガルト政府の軍事的措置により16人が亡くなり、平穏に戻った。
エスリンゲンでは早くも1922年にNSDAPの地区グループが形成された。1933年、国家社会主義者の強制的同一化によりエスリンゲン市議会が廃止された。1935年にエスリンゲン・アム・ネッカーはドイツ自治体法により「シュタットクライス」（直訳: 都市郡）に格づけられた。ナチ時代のヴュルテンベルクの行政改革に伴い、それまでのオーバーアムト・エスリンゲンは1938年にエスリンゲン郡に組織改編され、幾分広くなった。特にフィルダー地方のいくつかの町村（それまではアムトオーバーアムト・シュトゥットガルト）とシュールヴァルトのいくつか（それまではオーバーアムト・ショルンドルフ）がこの郡域に加わった。
へペヒャーのエスリンゲン・シナゴーグは「水晶の夜」に破壊された。生き延びたユダヤ人は逮捕され、東方に移送された。「イスラエル孤児院兼教育施設ヴィルヘルムスプフレーゲ」は1939年に取り壊され、伝染病療養所に改築された。最後のユダヤ人施設長であったテオドール・ロートシルトは1944年にテレジエンシュタット強制収容所で殺害された。「躓きの石」が国家社会主義者による幾人かのエスリンゲンの犠牲者を追悼している。
第二次世界大戦でエスリンゲンでは60軒の家屋が全壊し、75軒が甚大な、260軒が中程度の、1236軒が経度の損傷を負った。空爆で住むところをなくした人は 2.1 % で、74人が命を落とした。第二次世界大戦時エスリンゲンはドイツの UボートVII型 U-577に対する援助協力関係を結んでいた。この援助協力関係は、エスリンゲン出身でこの艦のチーフ・エンジニアであったアルブレヒト・マウツの尽力によるものであった。
エスリンゲンは、1945年4月22日にアメリカ軍兵士に占領された。

### 戦後、エスリンゲンの発展
1945年以降エスリンゲンは、アメリカ管理地区に属し、したがってヴュルテンベルク＝バーデン州に属していた。この州は1952年にバーデン＝ヴュルテンベルク州となった。この街は新しい自治体法にしたがって、「ウンミッテルバーレ・クライスシュタット」（直訳: 直属の郡都市）に位置づけられた。
1947年までに約47,000人（主に難民や旧ドイツ東部領土から追放された人々）がこの街に移り住んだ。オーバーエスリンゲン、ツォルベルク（1955年）、レルヒェンエッケルン（1959年）、ホーエンビュール、キルヒエッケルン、ミッティンゲン集落が住宅不足を解消し、さらなる市の発展を可能にした。内市街にはフラウエンヴォーンハイム（直訳: 女性の住居）が造られた。オーバーエスリンゲン、ジルナウ、ツェルには工業地区が設けられた。
この街は19世紀末にはすでに人口2万人以上であり、「ウンミッテルバーレ・クライスシュタット」に位置づけられていたため、1956年4月1日に発効したバーデン＝ヴュルテンベルク州自治体法では、大規模郡都市に位置づけられた。
1961年6月13日にエスリンゲン駅とメッティンゲン駅との間で2両の列車が正面衝突する事故が起こった。このエスリンゲンの鉄道事故でこの街は大衆の注目の的となった。この事故では35人が亡くなった。
1973年1月1日、エスリンゲン・アム・ネッカーは、それまでのニュルティンゲン郡を併合して拡大したエスリンゲン郡の郡庁所在地となった。1974年5月1日にベルクハイムがエスリンゲンに合併し、1974年7月1日にツェル・アム・ネッカーがこれに続いて合併した。
1979年にエスリンゲンでバーデン＝ヴュルテンベルク故郷の日が開催された。1995年にエスリンゲンは、政治上の勇気と誠実を讃えるためテオドール・ヘッカー賞を創設した。
1811年にヴュルテンベルク初の「学校教員セミナー」として設立されたエスリンゲン教育大学は、1984年3月31日にバーデン＝ヴュルテンベルク州会議による法改正により閉鎖された。
21世紀になって以後最大の都市開発プロジェクトが、旧貨物駅とそれに隣接する食品メーカー「ヘングステンベルク」の土地を、「ノイエ・ヴェストシュタット」という名称の住宅・産業地区に転換させることである。このプロジェクトは2009年に最初の道路建設工事と約10ヘクタールの都市計画コンペにより開始された。この土地への投資総額は約4億ユーロと見積もられている。計画コンペで勝利した計画は、3-6階の9つのビル群、地区広場、線路とネッカー川を渡るための2つの歩行者専用橋、堤防の新しい公園を想定していた。しかし、これまでに実現したのは学生住居と既存の建物の小規模な転用だけである。

### 市町村合併
エスリンゲンの現在の24市区の多くが、14世紀にはすでにフィリアルオルト（直訳: 支集落）としてエスリング園の市域に属しており、一部は独自の支区長を有していた。以下の地区だけが20世紀になってから本市に合併した。
- 1913年: オーバーエスリンゲンとオーバーホーフ
- 1914年: ヘンゲンスベルク（1844年まではオーバーエスリンゲンに属しており、その後独立した町村となった）とキミヒスヴァルラー
- 1923年: ブリュール（シュトゥットガルト＝オーバーテュルクハイムから分離）
- 1929年: ジルナウ（ダイツィザウから獲得）
- 1935年: ヴァイル
- 1974年5月1日: ベルクハイム[19]
- 1974年7月1日: ツェル・アム・ネッカー[19]

## 住民

### 人口推移

1340年から2017年までのエスリンゲン・アム・ネッカーの人口推移グラフ

19世紀の工業化によりこの街の人口は極めて急速に増加した。1803年、この街の人口はやっと7,000人に達した程度であったが、1900年にはすでに27,000人にまで増加していた。第二次世界大戦直後に大勢の難民や旧ドイツ東部領土から追放された人々が訪れ、1年間で約15,000人増加して1946年10月には65,000人となった。1974年にはベルクハイムとツェルが合併したことで人口は97,029人と歴史上最大になった。市当局の発表によれば、2004年の外国人比率は 20.5 %（18,304人）であった。2011年の人口調査結果に基づき算定された2013年6月30日のエスリンゲンの「公式人口」は88,584人であった。この時点でエスリンゲンはバーデン＝ヴュルテンベルク州で11番目に大きな都市であった。

### 宗教
エスリンゲンでは宗教改革の時代以降、主に福音主義が信仰されてきた。19世紀の工業化に伴う労働者の流入と、第二次世界大戦後の難民や追放された人々の流入によってこの街のカトリック住民が再び増加した。第二次世界大戦後に工業のさらなる発展により他の宗教も含めこうした状況が顕著になった。
現在、200人以上のエスリンゲン市民がユダヤ教を信仰していることが知られている。ヴュルテンベルク・イスラエル信仰協会は、かつてのシナゴーグの建物に協会センターを設立しようと計画している。
1952年に建設された福音主義ガルテンシュタット教会が、資金上の理由で、エスリンゲンで初めて取り壊された。戸籍役場の年次統計によれば、2020年の教会脱会者は446人で、最多記録であった2019年に比べ131人少ない。

#### 宗教統計
Zensus によれば、2011年5月9日時点で、住民の 23.1 % がローマ＝カトリック、32.8 % が福音主義を信仰しており、44.2  が他の宗教を信仰するかまたは無宗教であった。これ以後プロテスタントとカトリックの信者数は減少している。2019年12月31日時点では、住民の 26.4 % が福音主義、20.4 % がカトリック、53.2 % が無宗教または他の宗教を信仰していた。さらに2020年12月31日では、福音主義は 25.8 %、カトリックは 20.1 %、無宗教およびその他の宗教が 54.1 % であった。

## 行政

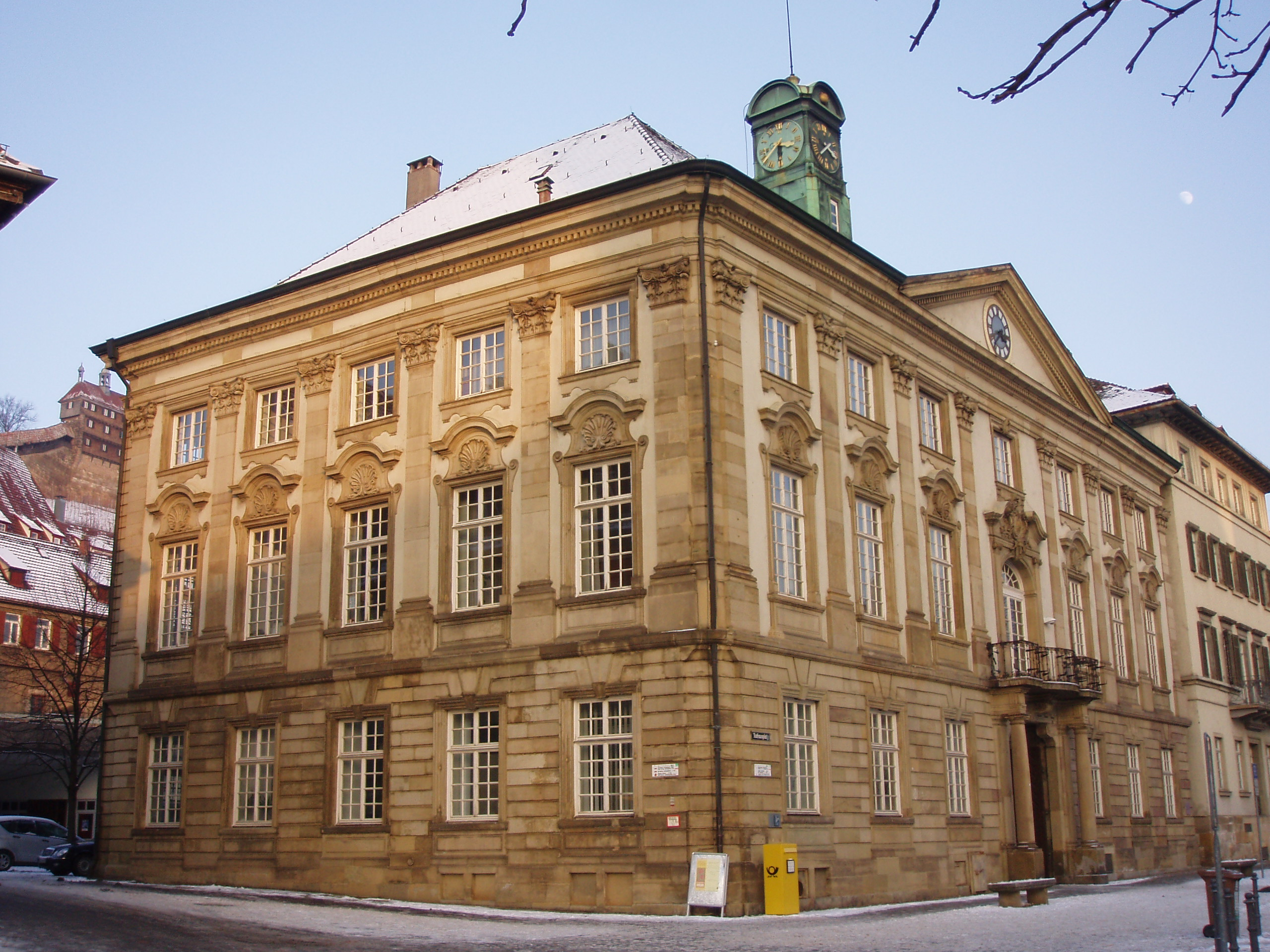
エスリンゲン新市庁舎

### 議会
エスリンゲンの市議会は、40議席からなる。

### 首長
帝国都市エスリンゲンの行政トップは、時には複数の市長と議会で構成されていた。議席数は何度も変更された。1748年からは2人の市長だけであった。ヴュルテンベルク時代には、市の首長は「シュタットシュルタイス」と呼ばれ、1930年からは「ビュルガーマイスター」（市長）に、大規模郡都市となった1956年4月1日からは「オーバービュルガーマイスター」（上級市長）が公式な呼び名となった。首長は8年ごとの直接選挙で選ばれる。首長は市議会の議長を務める。2021年11月1日からマティアス・クロプファーが上級市長の地位にあり、市の一般行政を司っている。

1945年以降の首長を列記する。
- 1945年: エミール・マックー
- 1945年 - 1948年: フリッツ・ランデンベルガー
- 1948年 - 1956年: ディーター・ローザー (SPD)
- 1966年 - 1989年: エーバーハルト・クラップロート
- 1990年 - 1998年: ウルリヒ・バウアー (SPD)
- 1998年 - 2021年: ユルゲン・ツィーガー (SPD)
- 2021年 - : マティアス・クロプファー (SPD)

2021年3月にツィーガーは、通常の任期が終了する1年前の2021年9月末で引退する意向を表明した。マティアス・クロプファーは2021年7月25日に新しい上級市長に選出された。彼は2021年11月1日に上級市長に就任した。

### 住民委員会
エスリンゲンの自治体行政の特殊な点が住民委員である。委員は、市区またはいくつかの市区群の住民から選出され、任期3年の名誉代表を務める。住民集会の場で公開選挙が行われる。この選挙は集会の最初に行われるが、公式には住民集会の一部ではない。住民委員はその市区の問題に対するアドバイザーとして都市行政や市議会に貢献する。

### 紋章と旗

エスリンゲン・アム・ネッカーの旗

図柄: 金地（黄色地）に赤い爪と嘴の黒い鷲。胸に緑と赤に左右二分割された小盾をもつ。小楯の中には黒い大文字の「C」と「E」が書かれている。
紋章には13世紀（1219年）から帝国鷲が使われていた。他の帝国都市と区別するために、15世紀から、初めは緑と茶色、1600年からは緑と赤に塗り分けられた胸の盾が描かれるようになった。胸盾の配色は、15世紀から着用されていた都市民兵の制服に由来し、最初は緑 - 茶色であった。17世紀に C と E の文字（Civitas Esslingensis = 「都市エスリンゲン」のラテン語表記）が書き加えられた。
現存する最も古い印影は1232年のものである。
エスリンゲンの市の色である緑と赤は紋章に由来する。市の旗は1601年に確定した。
鷲は、公用印の他に、役所の通知、広報、市の旗、記録や制服の徽章（たとえばエスリンゲン消防団や自治体の行政サービス部門など）に用いられている。さらに市の印刷物や出版物にも鷲と市のロゴが用いられる。市の公用紙には輝度 10 % の大きな鷲が背景に描かれている。

### 姉妹都市
エスリンゲンは11自治体と姉妹都市協定を結んでいる。
- ニース（イギリス、ニース・ポート・タルボット）1958年
- ヴィエンヌ（フランス、イゼール県）1958年
- ウーディネ（イタリア、フリウリ＝ヴェネツィア・ジュリア州）1959年
- ノーショーピング（スウェーデン、エステルイェータランド県）1964年
- スヒーダム（オランダ、ホラント州）1964年
- シボイガン（アメリカ合衆国、ウィスコンシン州）1967年
- ベレニエ（スロベニア語版、英語版）（スロベニア、サビンジャ地方）1970年
- マラジェチナ（英語版）（ベラルーシ、ミンスク州）1987年
- エゲル（ハンガリー、ヘヴェシュ県）1991年
- ピョートルクフ・トルィブナルスキ（ポーランド、ウッチ県）1992年
- コーヤンブットゥール（インド、タミル・ナードゥ州）2016年

エスリンゲンは1971年に欧州議会の栄誉旗を授与された。
2004年1月7日、エスリンゲンは、「ヨーロッパの理念の普及に対する顕著な功績」により欧州議会の名誉メダルを授与された。これは新年の式典で、全エスリンゲン市民を代表して上級市長ユルゲン・ツィーゲルに授与された。

### 援助・協力関係
モルダウ川河畔のチェスキー・クルムロフ市および郡から追放された人々に対する援助・協力関係を1979年に締結した。

## 経済と社会資本
この街の企業は主に、サービス業、電子機器産業、自動車製造業、機械製造業、メディアおよび出版、空気入りタイヤといった分野で活動しており、エスリンゲン全体では約56,000人の雇用がある。
シュトゥットガルト地域商工会のエスリンゲン支部とニュルティンゲン支部は2005年1月1日に統合された。これ以後この支部は会員数25,000となった。これはシュトゥットガルト地区商工会の中で2位の規模であり、総会での発言力を高めている。統合のもう一つの理由はコスト削減であった。

### メディア
エスリンゲンでは日刊紙「エスリンガー・ツァイトゥング」が刊行されている。この新聞は1973年から市議会の議決に基づきエスリンゲン市の公式報告を出版している。オーバーエスリンゲン市区に本社を置くベヒトレ出版・印刷社は、「エスリンガー・ツァイトゥング」の他に「カンシュタッター・ツァイトゥング」や「ウンターテュルクハイマー・ツァイトゥング」を観光している。この会社では、「ビルト」のシュトゥットガルト版を刊行しており、さらには「ビルト」の全バーデン＝ヴュルテンベルク版および「ビルト・アム・ゾンターク」も印刷している。
月刊のタウン誌「es-presso」は、イベントカレンダーとして利用される、18歳から35歳をターゲットにした雑誌である。

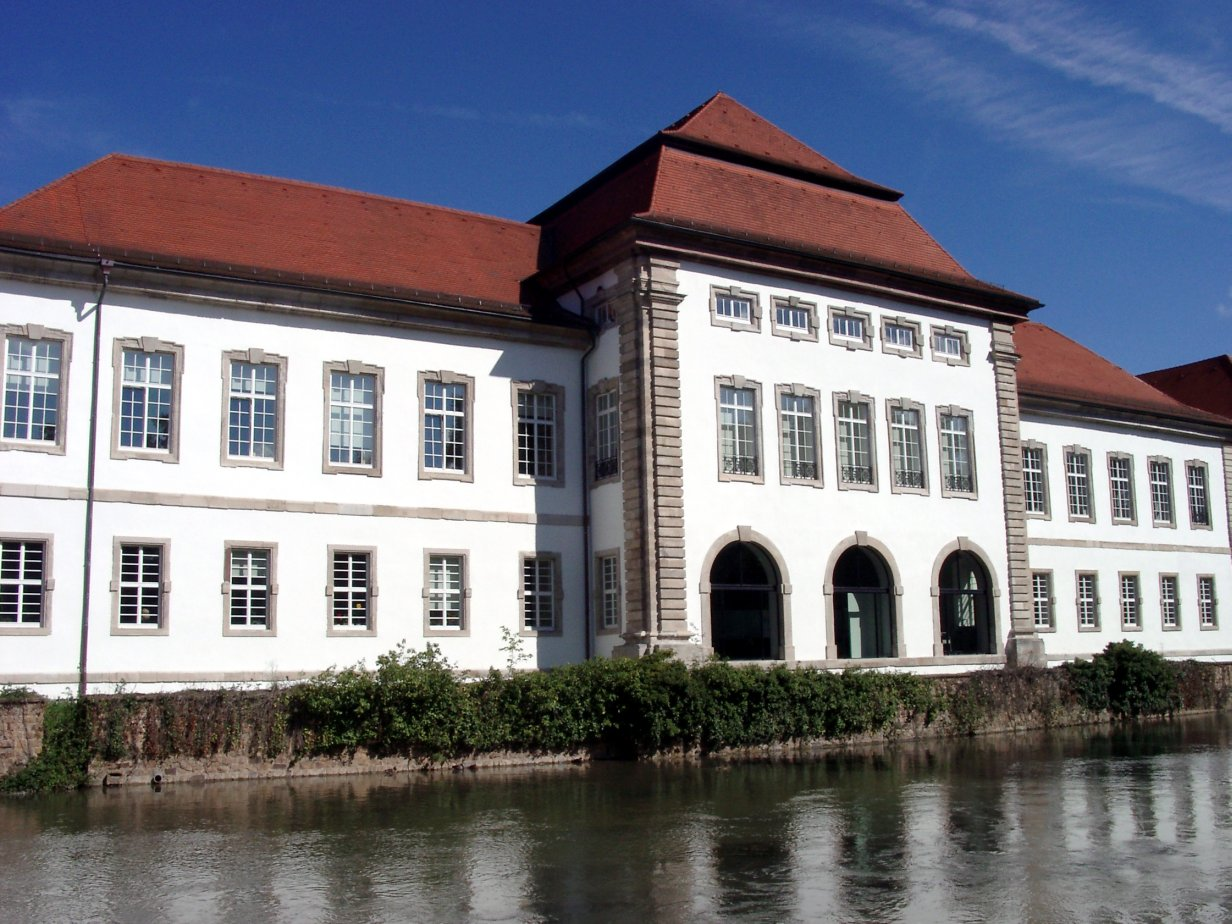
エスリンゲン区裁判所

### 行政、司法、公的機関
エスリンゲンは、バーデン＝ヴュルテンベルク州文化財保護庁およびエスリンゲン郡役場の所在地であり、このため郡のほとんどの行政サービスがこの街に存在する。この街には税務署およびシュトゥットガルト上級ラント裁判所シュトゥットガルト地方裁判所に属す区裁判所がある。エスリンゲンには、学校の質向上および教員教育センター（かつてのバーデン＝ヴュルテンベルク州学校教員卒後教育および個別成長のための州立アカデミー）の支所があり、職業的な学校の教員の卒後教育を行っている。
この街は、ヴュルテンベルク福音主義地方教会エスリンゲン教会管区およびカトリックのロッテンブルク＝シュトゥットガルト司教区エスリンゲン＝ニュルティンゲン首席司祭区の本部所在地である。

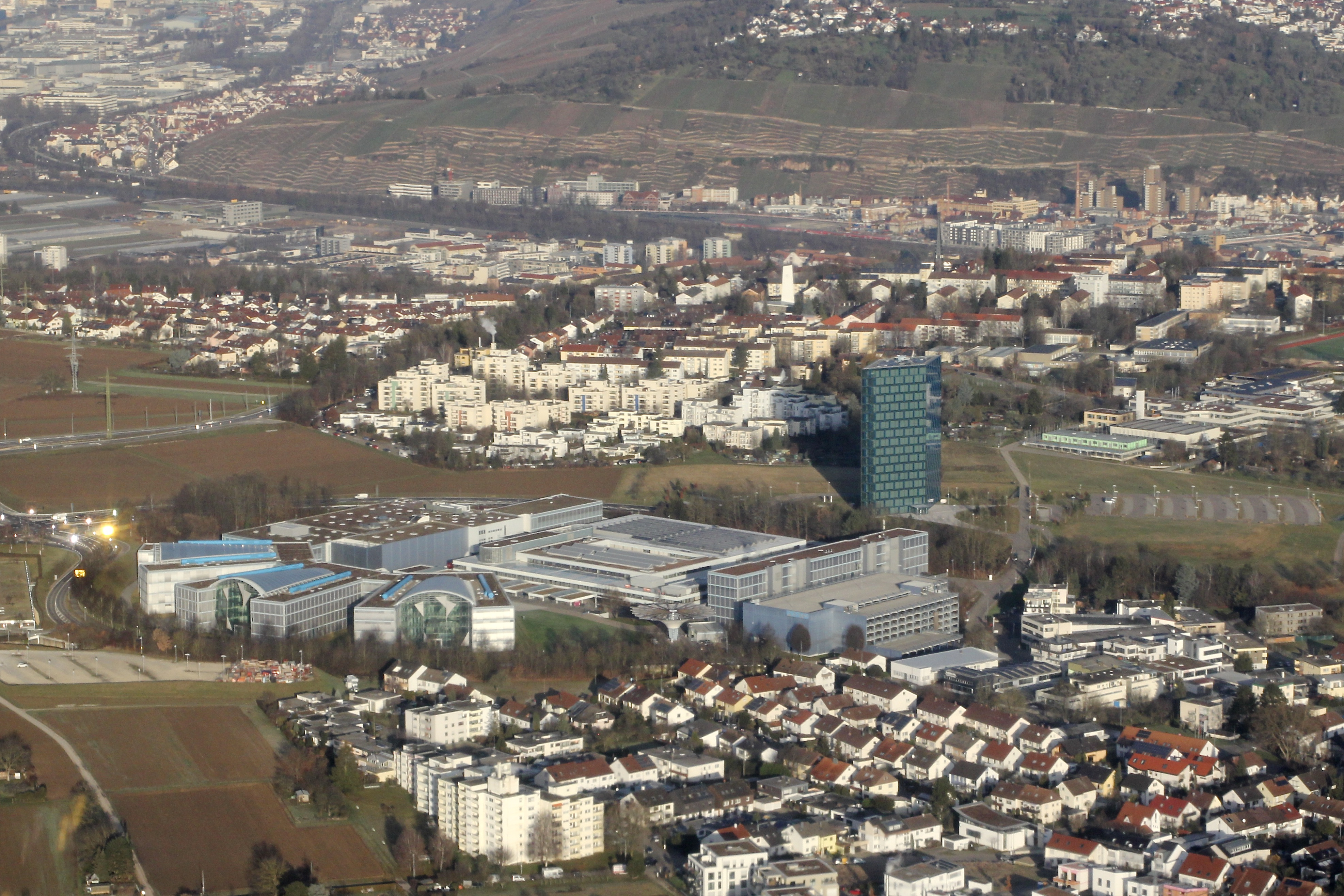
フェスト本社

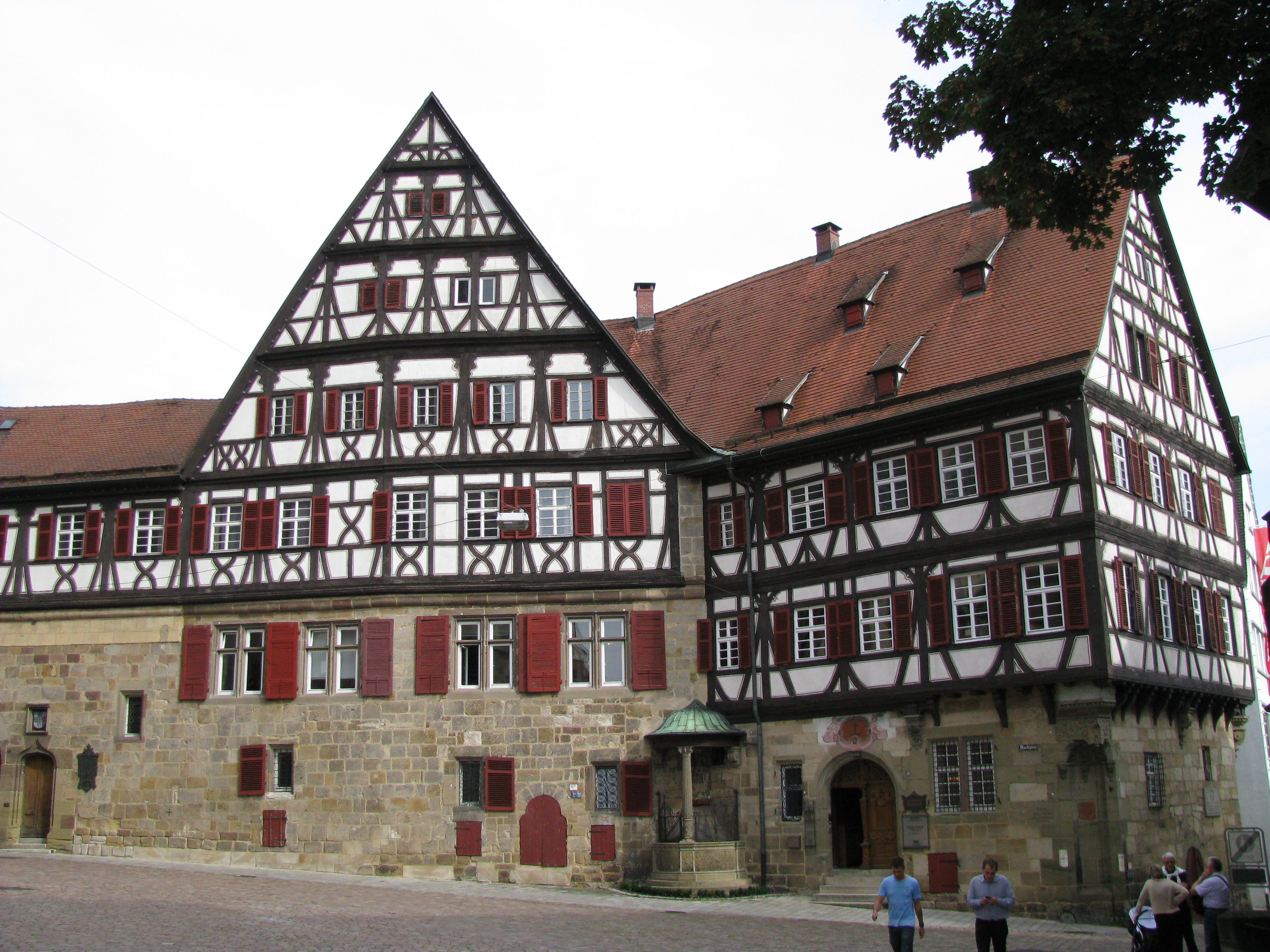
ケスラー・ゼクト本社「ケスラー・ハウス」

### エスリンゲン・アム・ネッカーの有名な企業
- ベヒトレ・グラフィッシェ・ベトリーベ・ウント・フェアァークスゲゼルシャフト mbH & Co. KG は、エスリンガー・ツァイトゥングの出版で有名である。この新聞はエスリンゲン市の広報媒体でもある。
- 自動車コンツェルンのダイムラー AG は、プリーンザウフォアシュタットの旧ローザー皮革工場に養成センターを構えている。メッティンゲンにはねずみ鋳鉄の鋳造所があり、軸部品、トランスミッションシャフト、ピストンの連結棒、年間870万枚のブレーキディスクを製造している。2003年半ばまでに約175万トンの原料が鋳造された。この工場はドイツ皇帝ヴィルヘルム2世によって1912年に完成され、徐々に近代化がなされた。
- バウアー・ギア・モーターは、周波数変換器や駆動モーターの製造業者である。
- エーバーシュペヒャー社は、主に排気技術、車両用ヒーター、ガラス製造に従事する会社で、エスリンゲンに本社を置いている。2022年末までに柄エスリンゲンの製造所を閉鎖し、工場生産をポーランドに移転するため、それ以後エスリンゲンには管理機能をもつグループ本社だけが残ることになる[33]。
- 主にオートメーション分野での製品やソリューションを提供するフェストは、エスリンゲンに本社を置いている。
- グスタフ・ヴァーラーは、燃焼装置の温度管理と排気管理に特化した会社である。この会社は排気再循環バルブ、排気再循環用配管、サーモスタットを製造している。1902年に設立されたこの会社の本社はエスリンゲン・アム・ネッカーにあった。2014年1月1日にボルクヴァーナー・エスリンゲン GmbH に吸収合併された。
- ヘングステンベルクは、キュウリ、野菜、赤キャベツのピクルスをはじめ、ザワークラウトや調味酢を製造する食品メーカーである。
- ミュラー・ヴァインガルテンは、特にブリキ加工用の大規模な機械設備を開発・製造している。2011年にシューラー AG（ドイツ語版、英語版） と合併した。
- INDEX-ヴェルケは自動旋盤を製造している。
- ケスラー・ゼクト GmbH & Co. KG はドイツ初のスパークリングワイン醸造所である（1826年7月1日創業）。
- エスリンガー出版 J. F. シュライバーは、価値の高い絵本を出版している。1831年に創設された親会社シュライバー出版は、メルヘン書籍で全ドイツ語圏で有名である。
- ディー・フリードリヒ・ディック GmbH & Co. KG は、料理人や肉屋向けの、ナイフ、砥石、その他の器具のメーカーである。1997年から本社は隣町のダイツィザウにある。

### 交通

#### 航空
街の南西約 10 km のラインフェルデン＝エヒターディンゲン市内に、バーデン＝ヴュルテンベルク州最大のシュトゥットガルト空港がある。
ルフトハンザのエアバスA321 にはエスリンゲンにちなんで名付けられた機体がある。そのホーム空港はフランクフルト空港である。

#### 道路
エスリンゲンは連邦道10号線（B10号線）に直接面している。この道路はシュトゥットガルトからジューセン（ゲッピンゲン郡）まで4車線の道路で、そこからさらにウルムまで延びている。
カールスルーエからミュンヘンに向かうアウトバーン8号線（A8号線）にはエスリンゲン・インターチェンジがある。
エスリンゲンでは1994年からカーシェアリングが利用可能である。

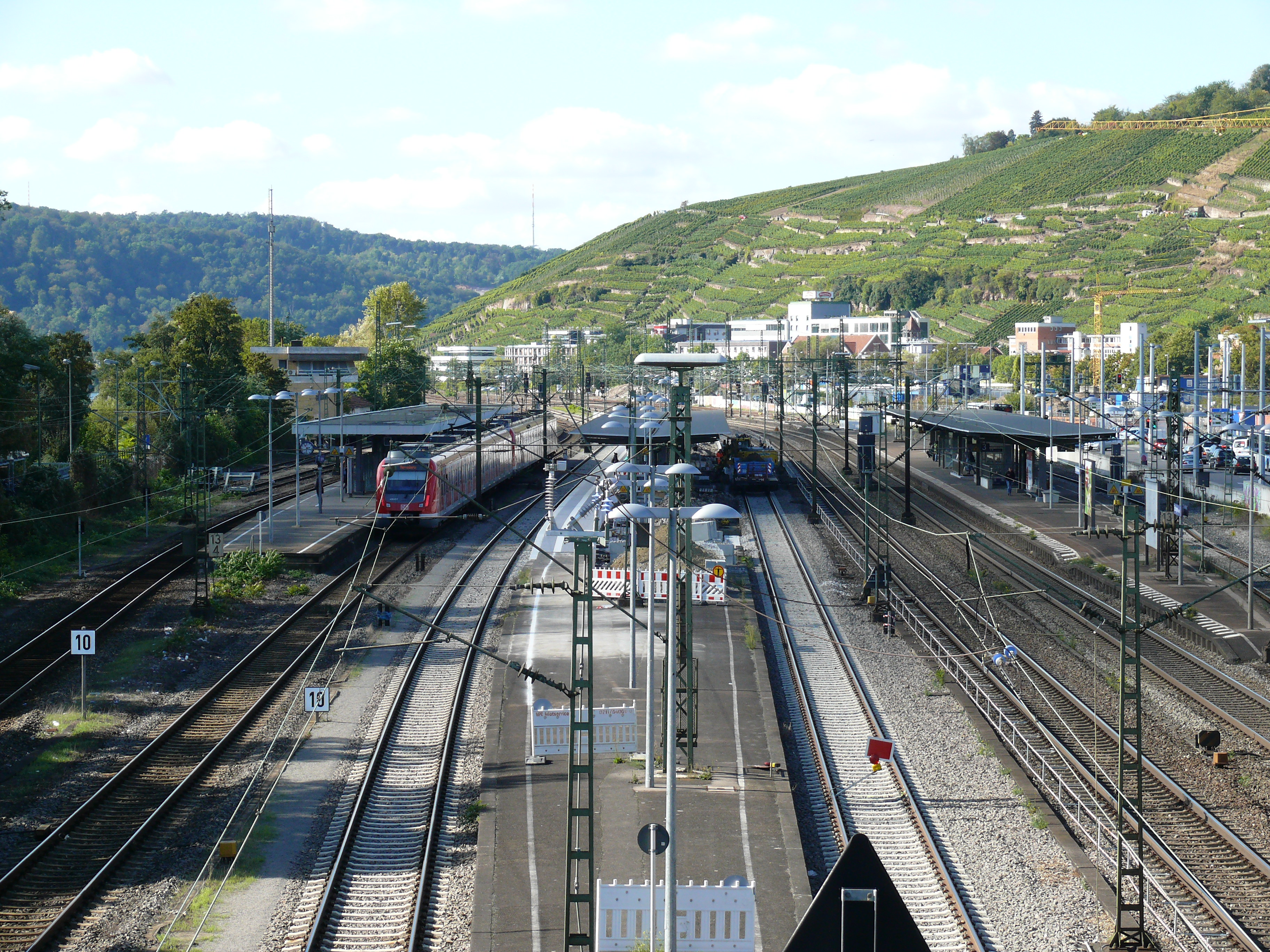
エスリンゲン駅

#### 鉄道
エスリンゲンの駅は、シュトゥットガルトからウルムへ向かうフィルスタール鉄道によってドイツ鉄道の路線網に接続している。2009年、インターシティー＝エクスプレスにエスリンゲンの名がつけられた。

#### Sバーンと近郊交通
キルヒハイム・ウンター・テックとヘレンベルクとの間を運行するシュトゥットガルトSバーンのS1号線はエスリンゲン市内に以下の4つの駅を有している: メッティンゲン、エスリンゲン (ネッカー)、オーバーエスリンゲン、ツェル。鉄道コンセプト「シュトゥットガルト21」は、将来的にはS1号線をキルヒハイム・ウンター・テック - シュトゥットガルト・シュヴァープシュトラーセ間に短縮するとしている。この他に、レギオナルバーン、レギオナルエクスプレス、インターレギオエクスプレスの路線によってシュトゥットガルト中央駅への輸送が強化される。

#### 空港への直通バス
シュトゥットガルトを経由を避けるための迂回路として、END交通会社のバス路線122がエスリンゲン駅からシャルンハウゼン経由で空港まで運行している。

#### かつての市営路面電車
エスリンゲン・アム・ネッカー市電は、1912年5月24日に完成した。その32年後の1944年7月7日に営業を停止し、トロリーバス・エスリンゲン・アム・ネッカーに置き換えられた。運営企業はエスリンゲン市営路面鉄道 (ESS) で、1944年のトロリーバスへの転換を機に、エスリンゲン・アム・ネッカー市営交通 (SVE) と改名した。

#### かつての END路面鉄道

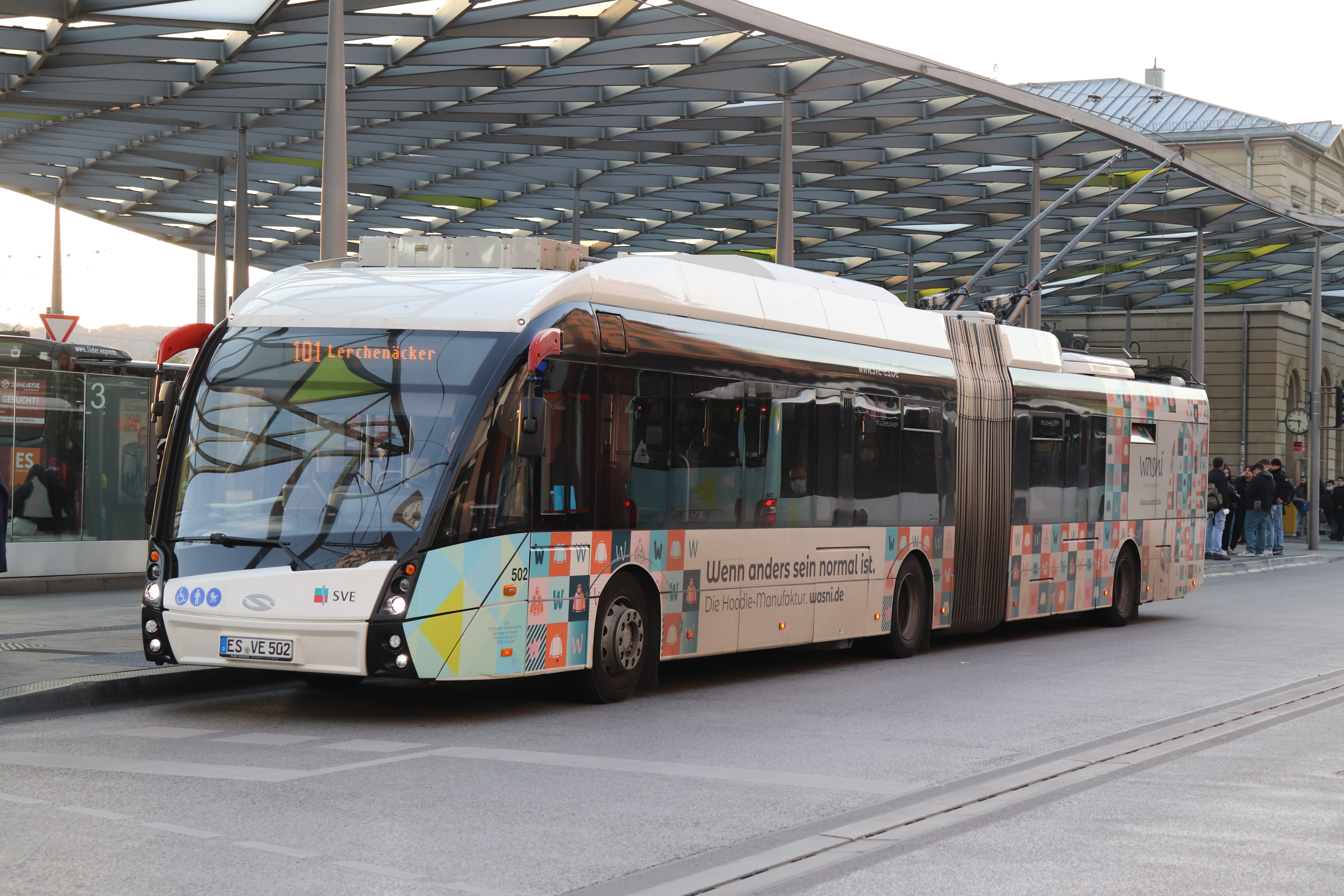
エスリンゲンのトロリーバス （2021年）

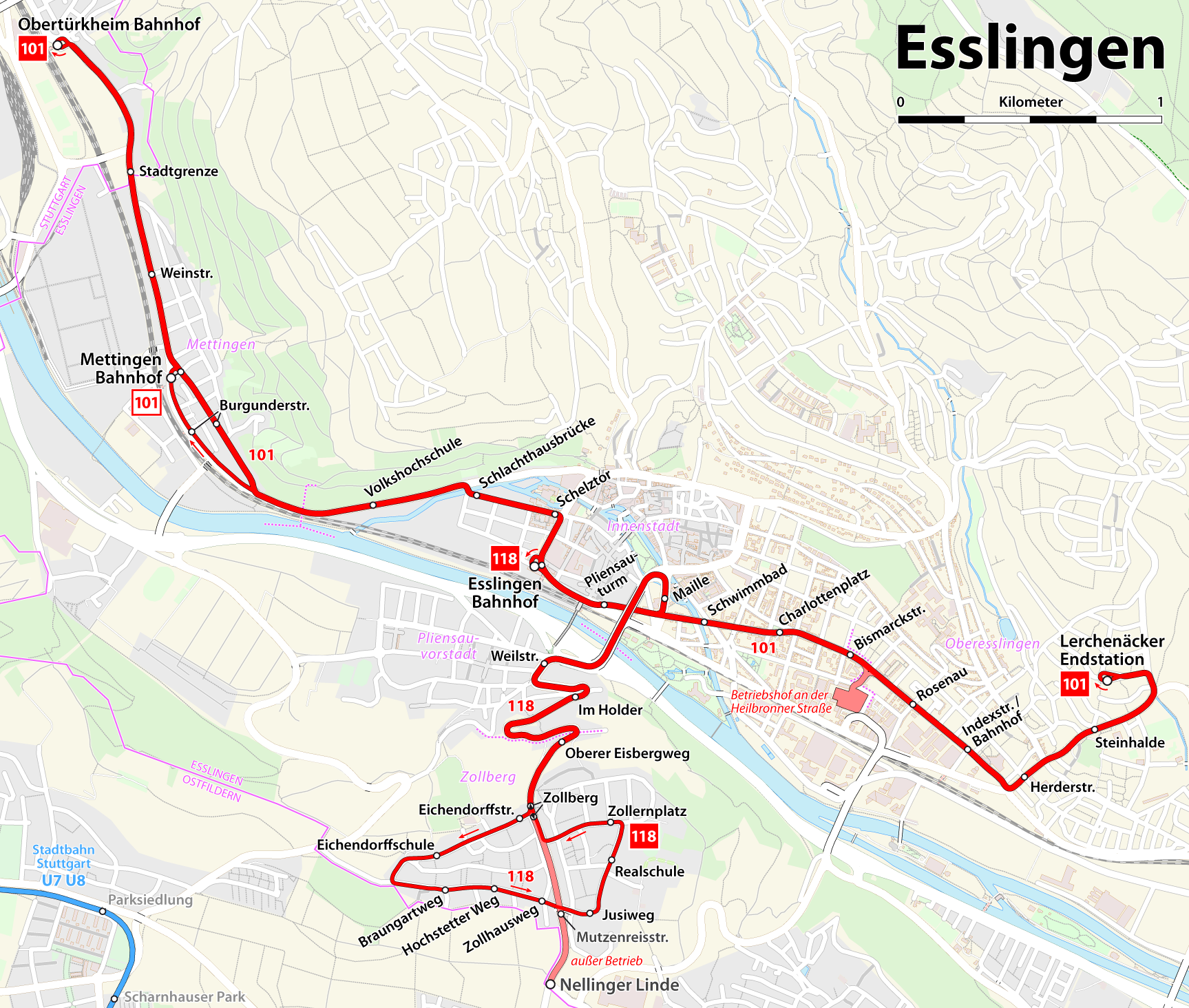
トロリーバス路線図

路面鉄道エスリンゲン - ネリンゲン - デンケンドルフ線は1926年12月18日に営業を開始した。この路面電車は、廃線の波が押し寄せる前に営業許可を得たドイツ最後の路面電車であった。これ以後は路線延長の許可が出されるだけであった。この路面電車は、ネッカータールから東のフィルダー平地まで全長 5 km の長い勾配を通っていた。この鉄道は、はじめはデンケンドルフから、その後はノイハウゼンからエスリンゲンまで合計1億5300万人の乗客を運んだ。1958年にこの路線に近代的な広い車両が2両導入された。この路線は1978年2月に廃止された。

#### トロリーバスとディーゼルバス
エスリンゲンは、ゾーリンゲンおよびエーベルスヴァルデとともに現在もトロリーバス（エスリンゲン・アム・ネッカー・トロリーバス）が運行しているドイツの都市の1つである。SVEは以下の3路線を運行している。
- 101: オーバーエスリンゲン・レルヒェンエッカー終点 - エスリンゲン ZOB - シュトゥットガルト＝オーバーテュルクハイム駅
- 113: エスリンゲン ZOB - ツォルベルク - ベルクハイム（一部、バッテリー車両で運行している）
- 118: エスリンゲン ZOB - ツォルベルク（一部、バッテリー車両で運行している）

この路線では、ポーランドの企業ソラリス社のバッテリー＝ハイブリッドトロリーバス10台が利用されている。
現在エスリンゲンの都市交通は、25本のバス路線、1本の高速バス路線、3本の夜行バス路線で構成されている。これらは、SVEおよびその子会社のレクサー、シュリエンツ＝ツアーおよびその子会社の GE オムニバス、フィシュレ & シュリエンツ社により運営されている。

#### 駅の改造工事
2004年以降、南バイパス道路建設に伴い、駅の周辺でも総額約740万ユーロの費用を投じて大規模な改造工事が行われている。バーデン＝ヴュルテンベルク州環境・交通省から490万ユーロの補助金を受けることになっている。2009年末までに使われなくなった駅舎の位置にネッカー通りが移され、バイパス道路へ向けて延長された。その後、駅前広場の大規模改造が行われて、現在に至っている。

### ライフライン

#### 上下水道
シュタットヴェルケ・エスリンゲン（エスリンゲン施設局）がエスリンゲン市民に飲料水を供給している。この水は約1/4がボーデンゼー＝ヴァッサーフェアゾルグング（直訳: ボーデン湖水供給会社）から分配されたボーデン湖の水である。残りはドナウリートから採られ、ランデスヴァッサーフェアゾルグング（直訳: 州の水供給会社）によって供給されている。
エスリンゲンの市域から出る排水は、エスリンゲン＝ツェルおよびシュトゥットガルト＝ミュールハウゼンの汚水処理場で処理される。

#### 廃棄物処理
廃棄物処理はエスリンゲン郡の廃棄物処理会社が担当している。有機ゴミ、家庭ゴミ、紙類を分別収集している。グリューネ・プンクトが表示された包装材は、いわゆるゲルバー・ザック（直訳: 黄色い袋）で収集される。粗大ゴミは年2回引換券を提示することで無料回収され、ありは処分場へ持ち込みも可能である。処分場では電化製品や金属製品、再利用可能な素材も引き取ってもらうことができる。電灯や塗料などの特殊ゴミは特殊な問題製品回収がある。この他に古ガラス・コンテナや古着コンテナがあり、一部では古紙や古着の回収も行っている。

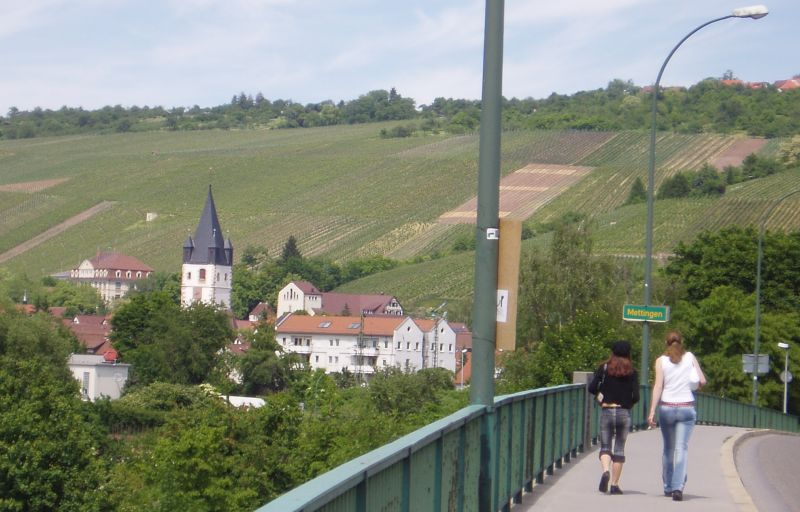
メッティンゲンの背後の斜面に広がるブドウ畑

### ワイン造り
エスリンゲンのワイン造りは長い伝統を持つ。778年にはすでにこの地域にブドウ畑が存在した。中世には、エスリンゲンからアルザスやバイエルンにワインが輸出されていた。1901年にこの街で最初の組合が結成された。1970年にエスリンゲン、ズルツグリース、ミッティンゲンの3つの組合が統合され、現在167の組合員が登録されている。
80 ha の土地で、20種を超えるブドウが栽培されている。このうち約 30 ha がネッカー川沿いの南斜面にある。わずか 1 ha の最も小さいヴュルテンベルクの農場エスリンゲー・ナッカーハルデはメッティンゲンにある。エスリンゲンでは主に赤ワインが製造されており、約 70 % を占める。2002年まで約30年間にわたってボトルにはエスリンゲン市の鷲が描かれていた。

### 教育
エスリンゲンには、基礎課程学校、ゲマインシャフツシューレ、実科学校、ギムナジウム、特別教育の教育・養護センターの他に単科大学もある。エスリンゲン単科大学は、2006年に工学単科大学と社会学単科大学が統合されて成立した。また、ヴュルテンベルク福音主義地方教会の教会音楽大学もある。これは福音主義教会音楽大学テュービンゲンの施設である。
以下の学校がある（2021年現在）
- 基礎課程学校
  - アイヒェンドルフシューレ
  - 基礎課程学校ヘーゲンスベルク＝リーバースブロン
  - ヘルダーシューレ
  - カタリーネンシュウーレ
  - レルヒェンエッカーシューレ
  - 基礎課程学校メッティンゲン
  - プリエンザウシューレ
  - シラーシューレ・ベルクハイム
  - ゼーヴィーゼンシューレ・ミット・ハインバッハシューレ
  - ジルヒャーシューレ
  - 基礎課程学校ザンクト・ベルンハルト
  - 基礎課程学校ズルツグリース[37]
  - ヴァイゼンホーフシューレ
  - 自由福音主義学校エスリンゲン（fes エスリンゲン）[38]
- ゲマインシャフツシューレ
  - ゼーヴィーゼンシューレ
  - シューレ・イネンシュタット・エスリンゲン
- 実科学校
  - ノイエ・シューレ・エスリンゲン（プリーンザウフォアシュタット）
  - 実科学校オーバーエスリンゲン
  - ツォルベルク実科学校
  - 自由福音主義学校エスリンゲン（fes エスリンゲン）
- ギムナジウム
  - ゲオルギー＝ギムナジウム
  - メーリケ＝ギムナジウム
  - シェルツトーア＝ギムナジウム
  - テオドール＝ホイス＝ギムナジウム
  - ADHSの生徒のための市立ギムナジウム
- 特別教育の教育・養護センター
  - ロールエッカーシューレ・エスリンゲン[39]

この他に、教授学および教員教育のための州立セミナーがある。
エスリンゲン＝ツェルのエスリンゲン郡職業学校センターには、3つの独立した学校が含まれている。フリードリヒ＝エーバート＝シューレ（工学学校）、ジョン＝F.＝ケネディ＝シューレ（商業学校）、ケーテ＝コルヴィッツ＝シューレ（栄養学およびバイオテクノロジー学校）である。
パウル＝レンプ財団は、ケネンブルクに福音主義老人介護専門学校を運営している。
この他市内の教育施設としては、自由ヴァルドルフ学園、市民大学、音楽学校がある。

## 文化と見所

### レジャーとスポーツ

#### スポーツ施設
エスリンゲン最大のスポーツ施設がヴァイルのエーバーハルト＝バウアー＝シュタディオーンである。この他エスリンゲンには、人工スケート場、多くの体育館、スポーツ広場、テニスコートがある。リーバースブロンおよびヴィフリングスハウゼンの北端にあたるシュールヴァルト高地（地元では「アウフ・デム・イェーガーハウス」と呼ばれる）には多くのスポーツ施設が集まっている（テニス、乗馬、陸上競技、サッカー、フィールドホッケー、自転車競技、グライダー、ミニゴルフ、森のアスレチック、森の遊び場）。
水泳については、内市街のメルケルシェス水泳プール、市立ネッカー屋外プール、ベルクハイム地区の屋外・屋内プールがある。この他に水泳スポーツクラブ・エスリンゲンが会員のためのプールをネッカー川の中州に屋外プールを有している。
ハイキングやサイクリングには、エスリンゲン周辺に標識が整備された遊歩道や自転車道がある。ハイキングには全長 27.4 km のエスリンガー・ヘーエンヴェーク、サイクリングには全長 33.2 km のツアー・ド・ツヴィーベルがある。
ボーデン湖へ向かう全長 188 km のホーエンツォレルン自転車道はエスリンゲンが起点である。フィリンゲン＝シュヴェニンゲンからマンハイムまでネッカー川沿いに下る全長 410 km のネッカータール自転車道がこの街を通っている。

#### 主要なクラブ
TTC エスリンゲンは、卓球男子チームが1981/82年、1982/83年、1992/93年シーズンに卓球ブンデスリーガ1部に参加していた。
KSV エスリンゲンは、女子チームも男子チームも柔道ブンデスリーガ1部で戦っている。
SSV エスリンゲンは、女子チームも男子チームもドイツ水球リーガでプレイしている。
ESG エスリンゲンは、1990年代に4回女子アイスホッケーのドイツチャンピオンになり、フィギュアスケートでは何度も準チャンピオンになっている。
トゥルナーシャフト・エスリンゲン 1890 はハンドボール・ブンデスリーガ（1968/69年、1969/70年）でも屋外ハンドボール・ブンデスリーガ（1970年）でもプレイした。
TSV RSK エスリンゲン e.V. は1900年に設立され、サッカー、卓球、陸上競技、スキー、チェス、ハンドボール、健康スポーツなど多くの競技部門を有しているエスリンゲン最大級のスポーツクラブの1つである。
TSV ベルクハイム 1895 e.V. は、器械体操女子第1チームがブンデスリーガ2部に参加している。

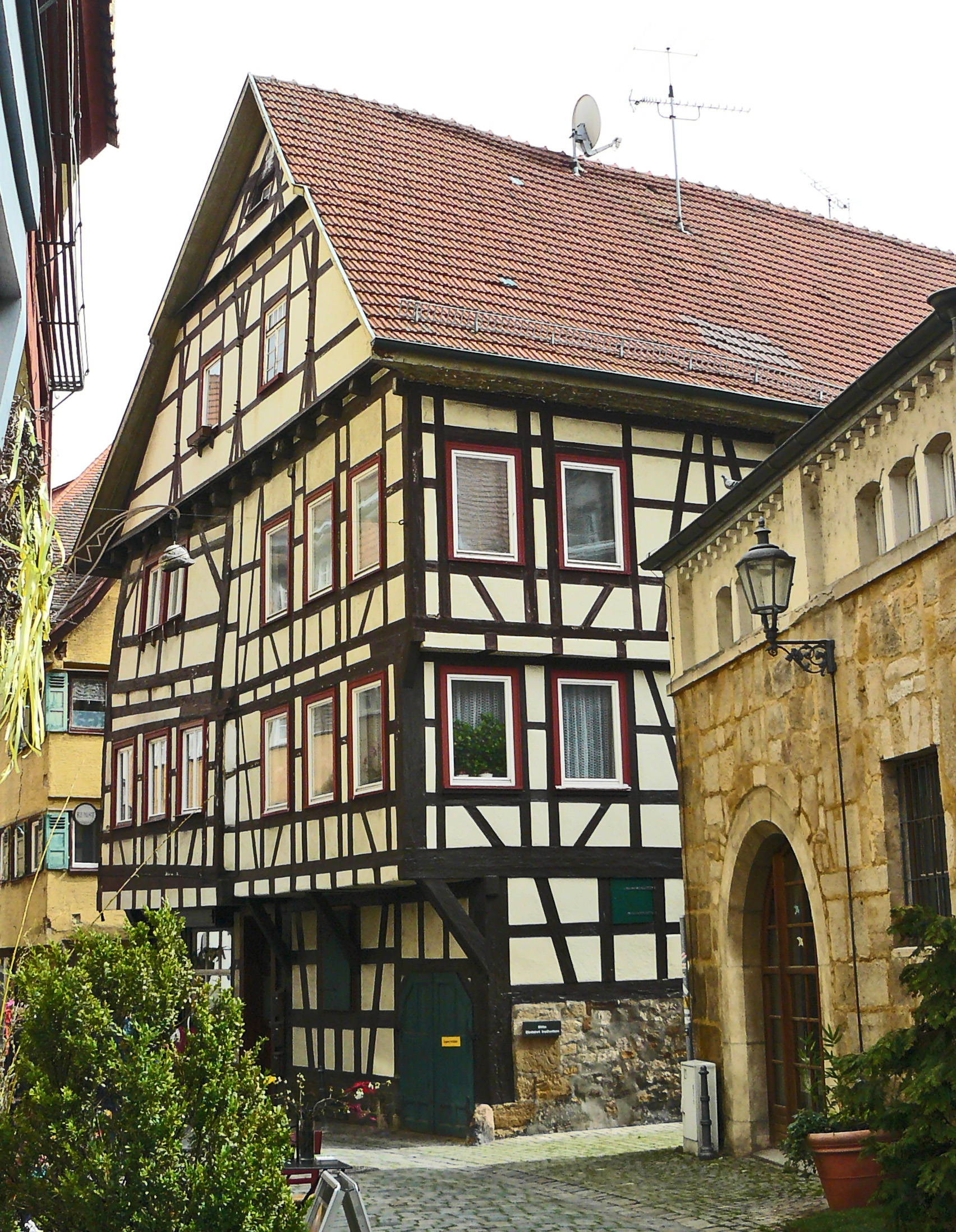
ヴェーベガッセ8番地

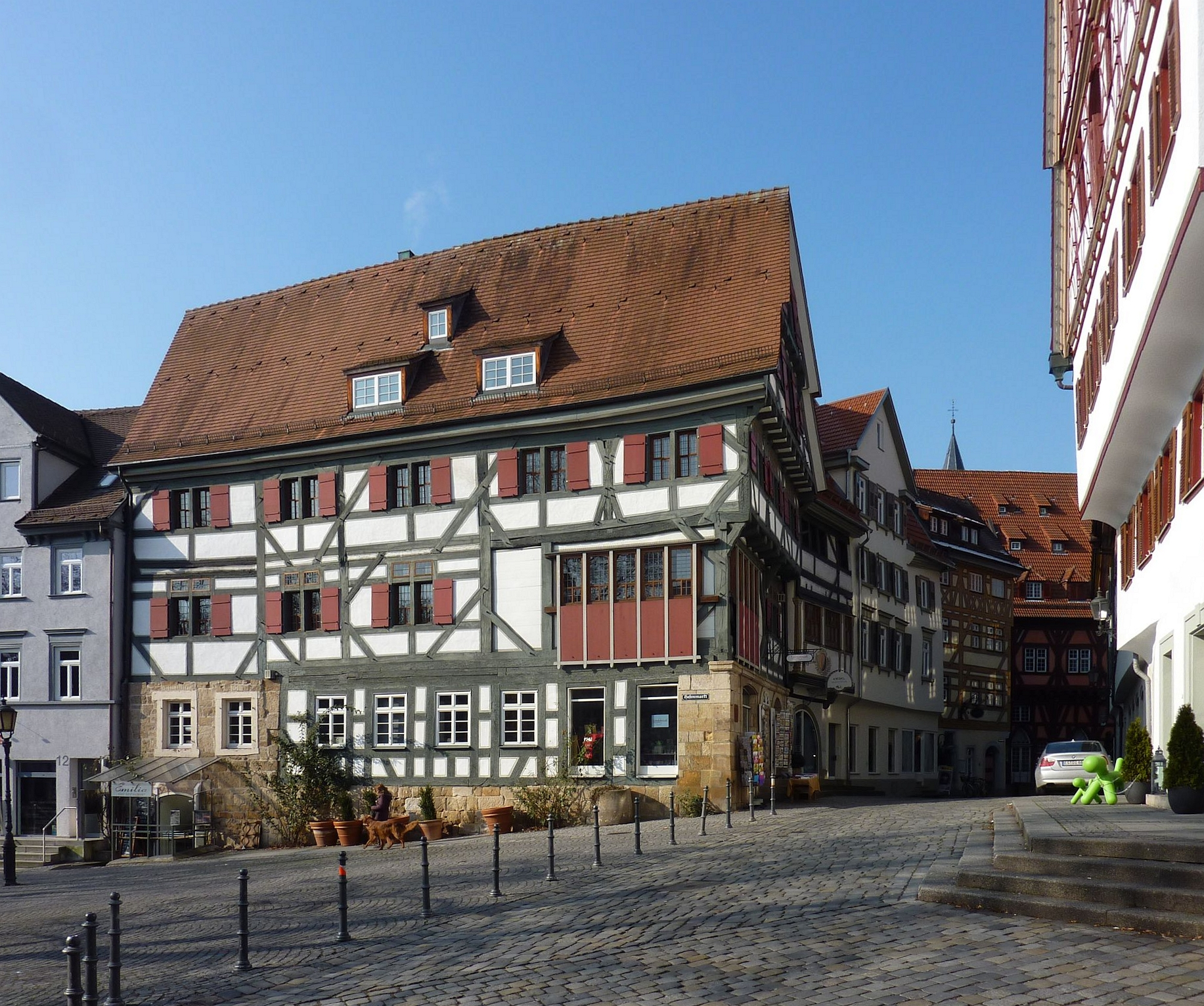
ハーフェンマルクト

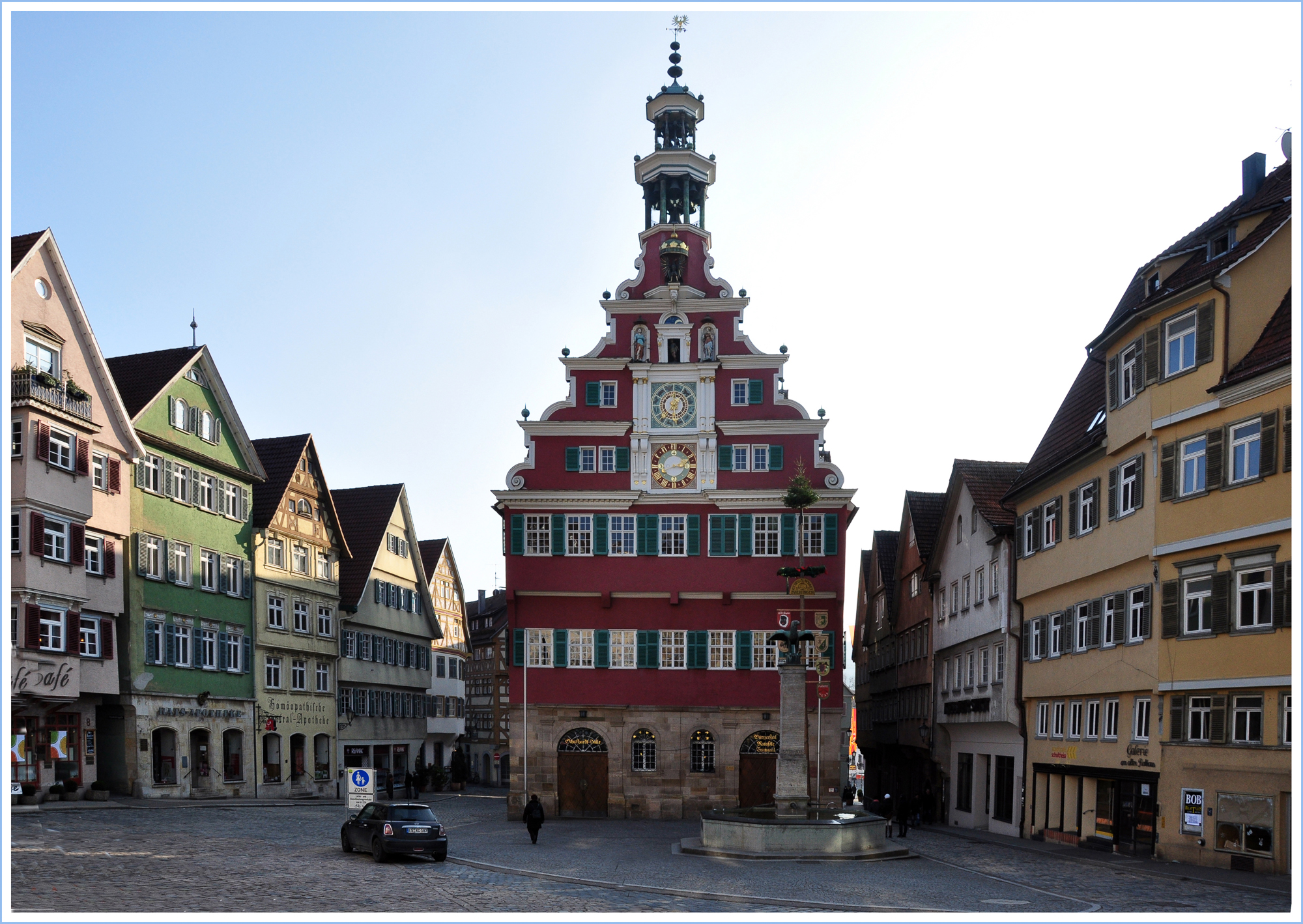
エスリンゲン旧市庁舎

### 中世の木組み建築
エスリンゲンは、リムブルク・アン・デア・ラーンやゲッティンゲンとともにドイツで最も古い木組み建築群が遺されており、中世の住居建築を大きな関係性から研究できる街である。1262/63年建造のホイガッセ3番地、1266/67年建造のヴェーバーガッセ8番地、1267年建造のヴェーバーガッセ7番地の建物が、年輪年代測定法によりドイツで最も古い年代を示した建物である。エスリンゲンの作例だけでアレマン様式の木組み建築のすべての発展段階を提示することができる。少し前までエスリンゲンは13世紀から14世紀のアレマン様式の木組み建築が知られているほとんど唯一の街であった。こうした古い作例はそれ以後ニュルンベルク（1338年）、ネルトリンゲン（1367年）、ガイスリンゲン・アン・デア・シュタイゲ（1397年）で発見された。ハーフェンマルクト2番地の建物を取り壊す際、類例のない古い建築構造が明らかにされたが、この木組み建築の宝物の発見は解体という高い代償を伴うものであった。年輪年代測定研究により、2番地の建築年が1328年というだけでなく、2番地から10番地までの一連の家並みが1333年以前に建設されたことが判明したのである。解体により、ドイツで最も古い家並みが破壊されたのである。1266/67年に建設されたヴェーバーガッセ8番地の建物は現存するドイツ最古の木組み建築であるが、その地位はおそらく揺るがないであろう。なぜならこの頃までの建物は掘立柱建築であったからである。これは地面に掘った穴に直接支柱を立てる造り方で、30年から50年後には腐食が起こるため、1200年以前の建物が遺っている可能性は考えられないからである。13世紀後半には掘立柱建築は造られなくなり、石や基礎壁の上に柱が立てられるようになって、建物の寿命が数世紀に及ぶようになったのである。
その後の木組み建築の様式では、1430年よりやや以前に建設され、柱の頂部と基部に2本の短い支柱を持つことが特徴の、旧市庁舎が最も重要で最も大きなモニュメントである。これは、1415年から1435年頃までの間に建てられた過渡期様式であることが明かであり、エスリンゲン市庁舎様式と呼ぶこともできる。さらに、マルクグレーニンゲンの市庁舎やガイスリンゲンのアルター・バウ（1445年）に見られるような、いわゆる「シュヴェービシャー・マン」と呼ばれる様式へ発展して行く。この様式はシュヴァーベン地方では100年間変わらずに存続した。

### 演劇
エスリンゲンでは1804年に、オッティリエン広場に面した旧エギディエン礼拝堂に初めて常設のステージが設けられ、当初は単純な作品が演じられていた。常設の劇団はまだなかった。シュトロー通りに1864年に開館した劇場に替わり、1982年に新しい劇場がオープンした。
シュトロー通りの劇場の他に、児童演劇用のスタジオ・アム・ブララープラッツや、小さなスタジオプロダクションに用いられるテアター・アム・ツォルベルクがある。ここでは現代劇、古典劇、ミュージカル、児童演劇が上演される。
文学的な人形劇の文化は、ヴィルヘルム・プレートリウスによって設立された LIMA-テアターが担っている。さらに「ガルゲンシュトリッケ」のキャバレーや、2018年以降はセントラル・シアターがエスリンゲンにおける自由演劇の上演会場となっている。

### 博物館・美術館
- ゲルベス・ハウスの市立博物館は中世初期から現代までの市の歴史を展示している。
- 市教会の地下にあるザンクト・ディオニス考古学博物館は、本市から出土した中世の出土品を展示している。
- J.-F.-シュライバー博物館は、出版の歴史と製品を展示している。
- ヴィラ・メルケルは、かつての企業家の邸宅を利用した市立ギャラリーである。

この他に、多くの郷土博物館、クラブ博物館、企業博物館がある。

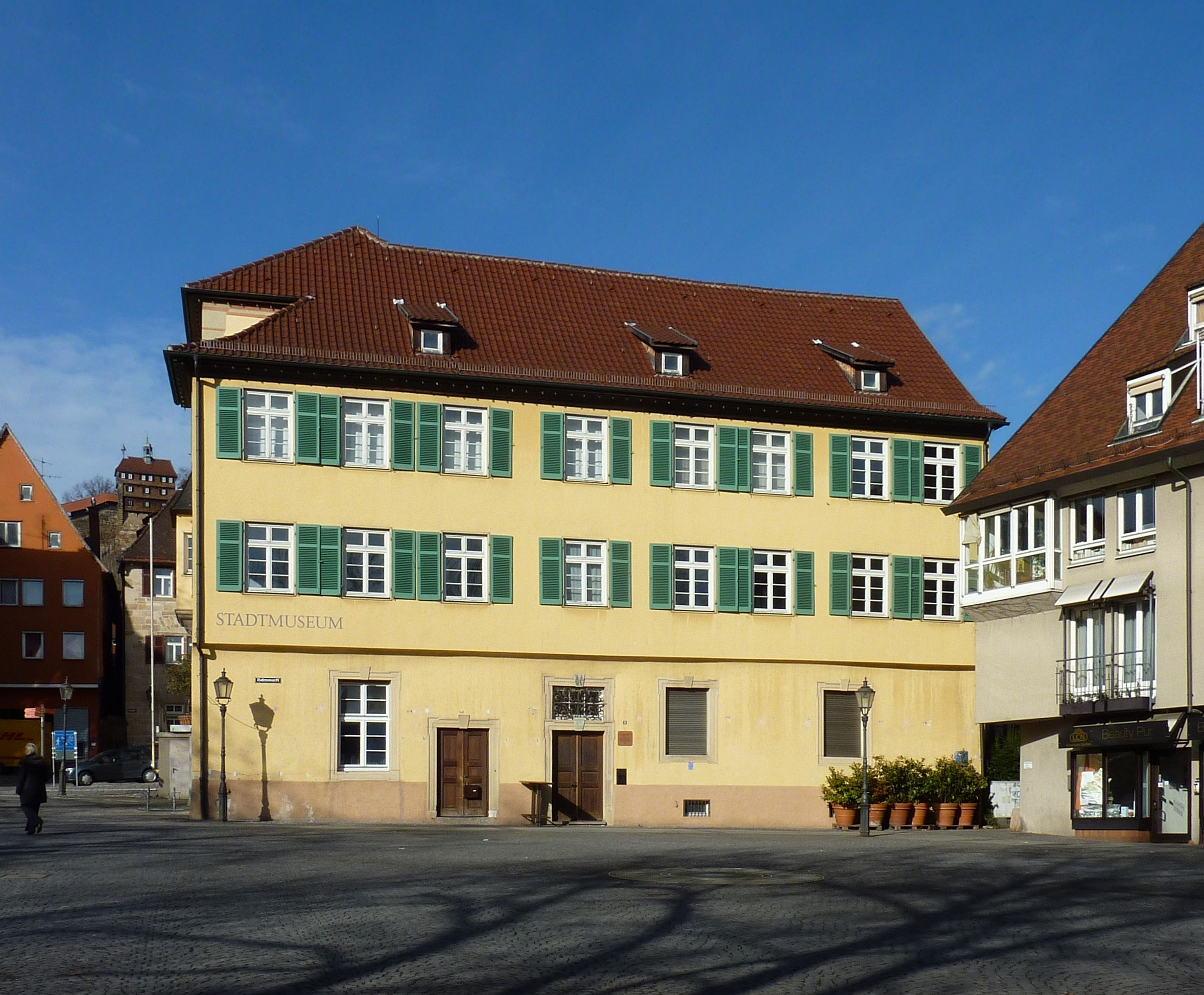
市立博物館（ゲルベス・ハウス）
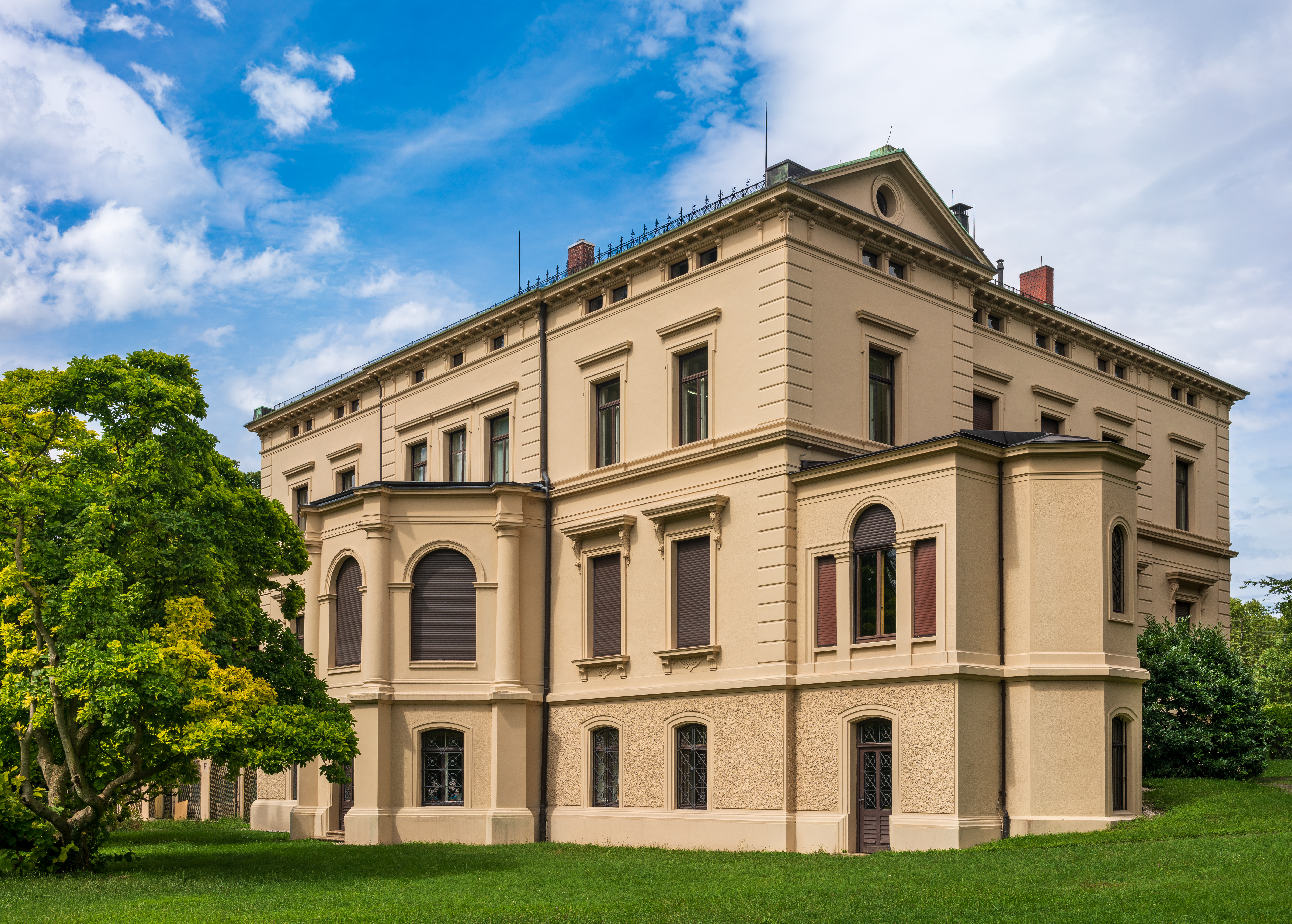
市立ギャラリーが入居しているヴィラ・メルケル

### 文書館
エスリンゲンには2つの公共文書館がある。エスリンゲン市立文書館（ゲオルク＝クリスティアン・フォン・ケスラー広場10番地）とエスリンゲン郡立文書館（郡役場内）である。

### 記念碑
- ニコラウス礼拝堂は、1956年から戦争犠牲者、特に殺害された強制収容所の収容者を追悼し、悔悟する場となっている。
- 1982年からテオドール＝ロトシルト邸に、ホロコーストの犠牲になったユダヤ人進歩主義者を記念するプレートが掲げられている[15]。

### 公開文化財の日2008
2008年9月14日、エスリンゲンは連邦レベルの公開文化財の日のオープニング会場となった。「発掘された過去 - 考古学と建築物研究」のモットーの下、この年の重点テーマは「石器時代から近代までの古い建造文化財の調査・研究における考古学的活動と活動技術」であった。70以上の遺跡や作業現場が公開され、ガイドツアーや講演に参加する機会が提供された。

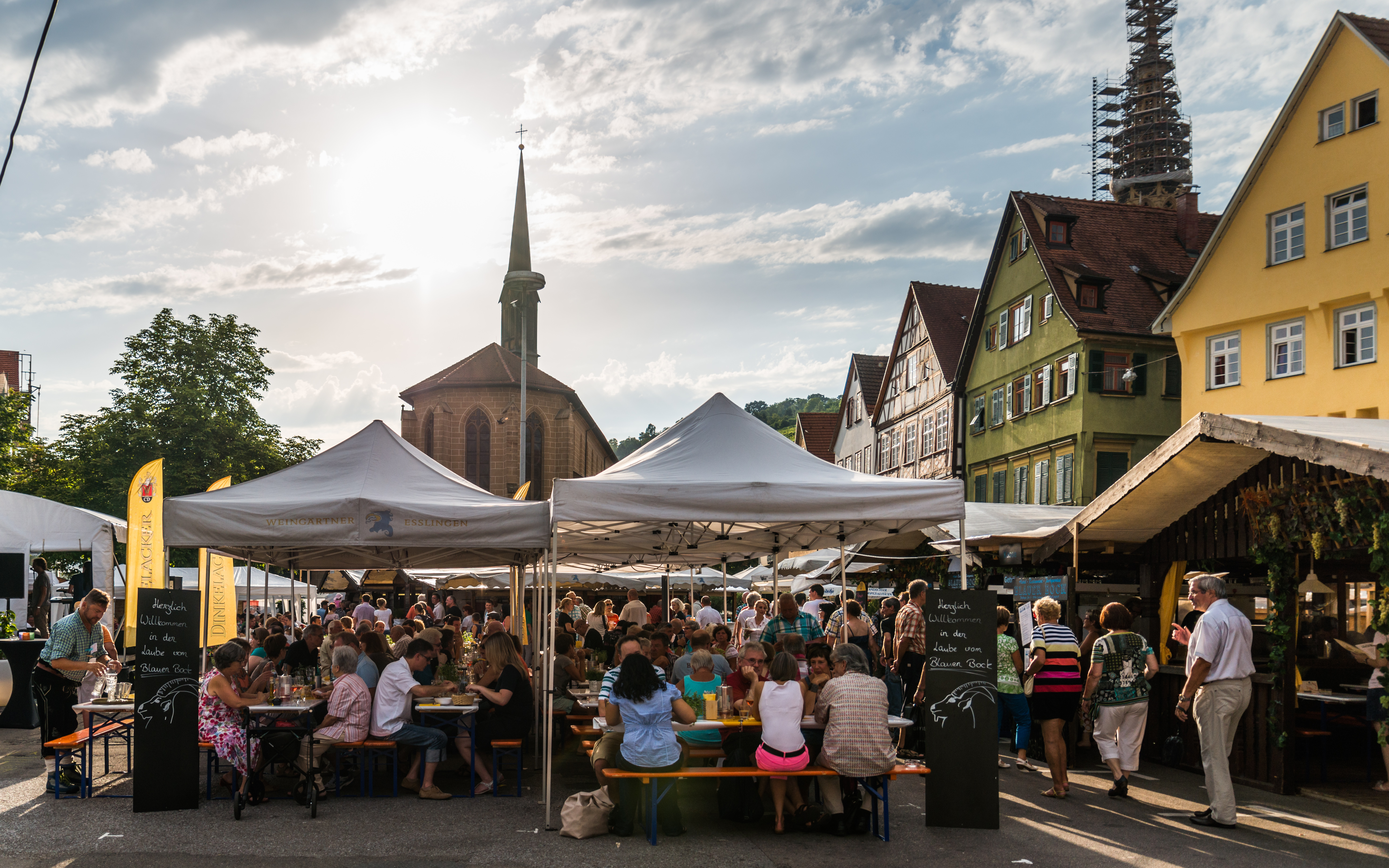
エスリンゲンのツヴィーベルフェスト

### 年中行事
エスリンゲンの大きなイベントには以下のものがある。
- 春
  - エスリンゲンの春、エスリンゲン庭園の日を伴う
  - 美術・工芸品市
  - ポディウム・エスリンゲン
  - ロック・フォー・ワン・ワール、チャリティーのための音楽フェス
- 夏
  - 市民祭、シュヴェルターク（誓いの日）を伴う、7月の第1週末
  - EZ-レース、10 km を超える都市レース、7月初め
  - エルトベールフェスト（イチゴ祭）
  - ツヴィーベルフェスト（タマネギ祭）2020年からはシュテティシャー・ゾンマーホックと改名された
  - 城砦祭、野外映画や野外コンサートが開催される
- 秋
  - ワイン祭
  - 美術・工芸品市
- 冬
  - クリスマスマーケット、中世市

市の文化局によって毎年、様々な角度から1つのテーマに光をあてるイベントシリーズが企画されている。たとえば以下の様なテーマが設定された。
- 1999年: ドイツ基本法公布50周年
- 2002年: 200年前のエスリンゲンの帝国直轄権喪失
- 2003年: ビートミュージックの40年
- 2004年: サッカー、50年前（ベルンの奇跡）と30年前のドイツ・サッカーワールドカップ

#### 市民祭と誓いの日
誓いの日（シュヴェルターク）と結びついて市民祭（ビュルガーフェスト）は毎年7月第1週末に開催される。通りや広場で音楽が演奏され、クラブは出し物を用意し、食べ物や飲み物が提供される。土曜日には大規模なエスリンゲンのノミの市が開催され、100店以上の、多くは私的な屋台が立つ。
誓いの日は1392年から1801年までエスリンゲンの中心的な行事であった。厳粛な法的行為の一環として、市民コミュニティと参事会との間で権利の誓いがなされた。「自治体の最大にして公共の聖典」である法令書が読み上げられたのである。市長、議会、市民が互いに忠誠と恭順を誓い、宣誓することでこれを確認した。これはシュヴァーベン全土から人が集まる民衆祭とつねに連携していた。

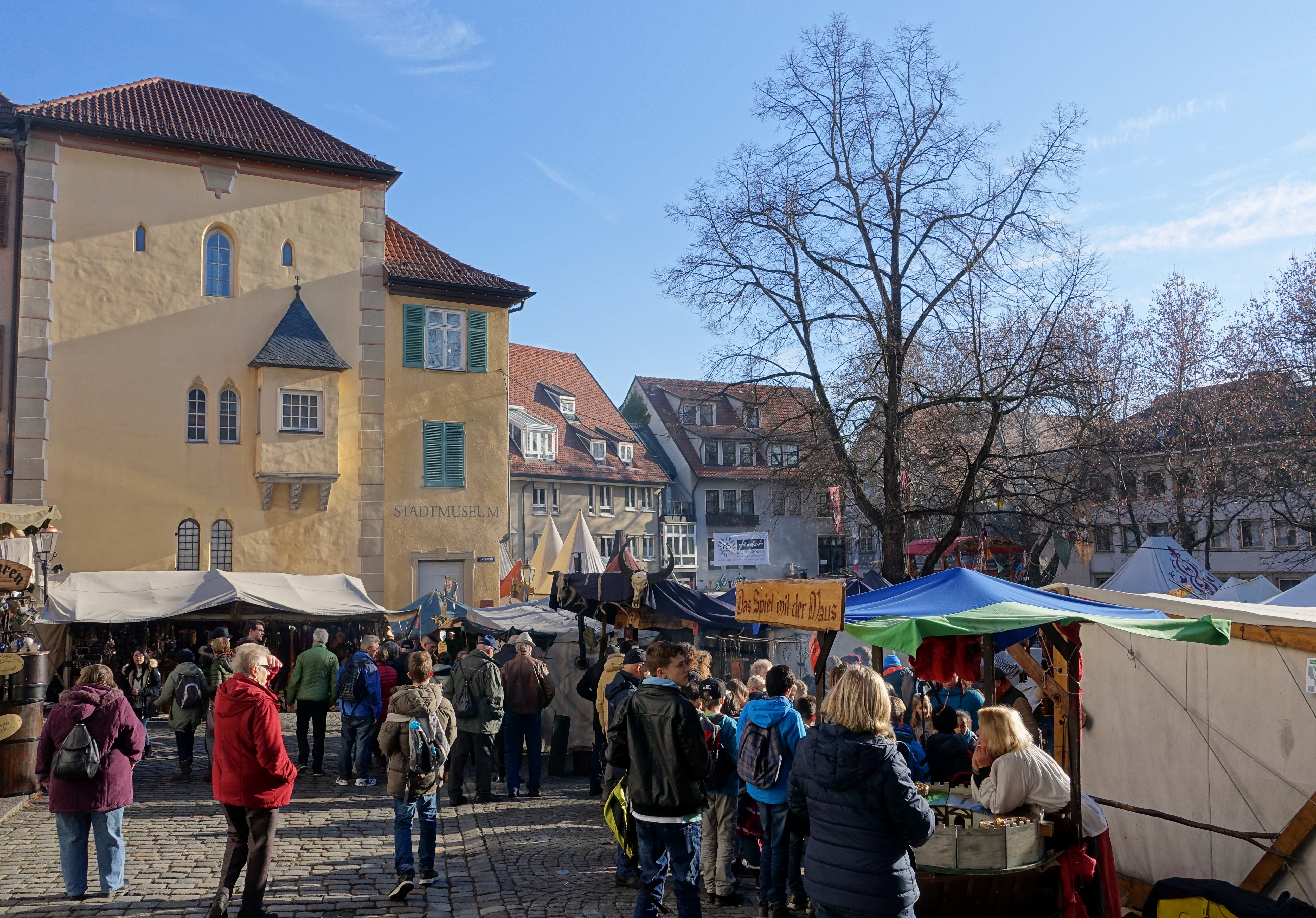
エスリンゲン・アム・ネッカーのクリスマスマーケット・中世市

#### エスリンゲンのクリスマスマーケット・中世市
1997年、数年前から開催されていたクリスマスマーケットと並行して、新市庁舎の近くに中世風の屋台が初めて出店した。やがて毎年12月にマルクト広場の多くの屋台では数百年前と同じような商品が並べられるようになった。新旧市庁舎や歴史的なハーフェンマルクトを含む周辺の木組み建築が、その舞台として喧噪に独特の雰囲気を添えた。ここには古い工芸技術がある。エスリンゲンの中世市は年々規模を拡大し、バーデン＝ヴュルテンベルク州や周辺の州からの観光客の楽しみとなっている。2006年の隆盛市10周年以降、毎年冬至の日にエスリンゲン城への松明パレードが行われている。

## 人物

### 出身者
- ミヒャエル・シュティッフェル（ドイツ語版、英語版）（1487年頃 - 1567年）神学者、数学者
- エルンスト・ゴットリープ・フォン・ストイデル（1783年 − 1856年）医師、数学者
- インマヌエル・ファイスト（ドイツ語版、英語版）（1823年 - 1894年）作曲家、シュトゥットガルト音楽学校の共同設立者
- フェルディナント・フォン・ホーホシュテッター（ドイツ語版、英語版）（1829年 - 1884年）ドイツ系オーストリア人地質学者
- アルベルト・ギュンター（1830年 - 1914年）動物学者
- エルンスト・ヨハン・アイテル（ドイツ語版、英語版）（1838年 - 1908年）福音主義宣教師
- カール・ヨーゼフ・シュレーター（1855年 - 1939年）植物学者
- マックス・ザイラー（1882年 - 1964年）レーシングドライバー
- アドルフ・グスタフ・シュネック（ドイツ語版、英語版）（1883年 - 1971年）建築家、家具作家
- ヴィルヘルム・ムル（ドイツ語版、英語版）（1888年 - 1945年）NSDAPの政治家。ヴュルテンベルクの国家代理官
- オットー・オッテンバッハー（ドイツ語版、英語版）（1888年 - 1975年）軍人。第二次世界大戦時の中将
- オットー・メルツ（1889年 - 1933年）レーシングドライバー
- アドルフ・フライシュマン（ドイツ語版、英語版）（1892年 - 1968年）画家、ドイツ構成主義およびオプ・アートの主要な作家である。
- ハインツ・マイアー＝ライプニッツ（ドイツ語版、英語版）（1911年 - 2000年）物理学者、ドイツ研究振興協会会長
- ヴォルフガング・フリッツ・ハウク（ドイツ語版、英語版）（1936年 - ）哲学者、出版者
- ライムート・ライヘ（ドイツ語版、英語版）（1941年 - ）社会学者、精神分析学者、性科学研究者
- ヴァルター・ユルゲン・シュミット（ドイツ語版、英語版）（1946年 - ）外交官、大使
- エーファ・ヘラー（ドイツ語版、英語版）（1948年 - ）作家、社会科学者
- ヘルムート・クラウサー（ドイツ語版、英語版）（1964年 - ）作家、詩人、脚本家、作曲家
- ラルフ・シーパース（ドイツ語版、英語版）（1965年 - ）プライマル・フィアのヴォーカリスト
- トビアス・レーベルガー（ドイツ語版、英語版）（1966年 - ）彫刻家
- トーマス・レッシュ（1968年 - ）サッカー選手
- イザベル・ファウスト（1972年 - ）ヴァイオリニスト
- ロジャー・シャー（ドイツ語版、英語版）（1972年 - ）トランス-DJ
- リューディガー・カウフ（ドイツ語版、英語版）（1975年 - ）サッカー選手
- クリスティアン・フィエル（ドイツ語版、英語版）（1980年 - ）ドイツ系スペイン人サッカー選手
- ヨハネス・クライドラー（1980年 - ）作曲家
- フェリックス・ルツ（ドイツ語版、英語版）（1982年 - ）サッカー選手
- ハイコ・ノセク（ドイツ語版、英語版）（1982年 - ）水球選手
- マヌエル・ハルトマン（ドイツ語版、英語版）（1984年 - ）サッカー選手
- アーメト・クラバス（ドイツ語版、英語版）（1987年 - ）ドイツ系トルコ人サッカー選手
- ザーダール・タスキ（1987年 - ）サッカー選手
- ローニャ・ケンマー（ドイツ語版、英語版）（1989年 - ）政治家、ドイツ連邦議会議員
- ダーフィト・ミュラー（ドイツ語版、英語版）（1991年 - ）サッカー選手
- ルーベン・ライジヒ（ドイツ語版、英語版）（1996年 - ）ドイツ系ガーナ人サッカー選手

### ゆかりの人物
- アンブロジウス・ブララー（ドイツ語版、英語版）（1492年 - 1564年）牧師、賛美歌の作詞者、1531年にエスリンゲンに宗教改革をもたらした。
- ハインリヒ・シックハルト（ドイツ語版、英語版）（1558年 - 1635年）ヴュルテンベルク公領の建築家。1610年にエスリンゲンの万聖礼拝堂を改築した。
- トビアス・マイヤー（1723年 - 1762年）地図製作者、数学者、天文学者
- アレクサンダー・クリスティアン・フリードリヒ・フォン・ヴュルテンベルク（ドイツ語版、英語版）（1801年 - 1844年）詩人。エスリンゲンに駐屯していたヴュルテンベルク第3騎兵連隊の司令官でもあった。
- エミール・ケスラー（ドイツ語版、英語版）（1813年 - 1867年）起業家。エスリンゲン機械工場の創業者
- ヘルマン・クルツ（ドイツ語版、英語版）（1813年 - 1873年）作家、翻訳家。1858年から1863年までオーバーエスリンゲンに住んだ。
- アルベルト・ドゥルク（ドイツ語版、英語版）（1819年 - 1884年）作家、革命家、社会主義者、自由思想家。後に彼の名にちなんでドゥルクホイシェンと呼ばれることになる建物に何度も撤収してきた。
- アグネス・ザッパー（1852年 - 1929年）児童文学作家。1888年から3年間エスリンゲンに住んだ。
- フリッガ・ハウク（ドイツ語版、英語版）（1937年 - ）社会学者、哲学者。
- フォルカー・ハウフ（ドイツ語版、英語版）（1940年 - ）政治家。連邦教育・研究大臣（1978年 - 1980年）、連邦交通大臣（1980年 - 1982年）、フランクフルト・アム・マイン上級市長（1989年 - 1991年）を務めた。エスリンゲンのギムナジウムで学んだ。

## 関連図書

### 歴史
- Otto Wurster (1931). Eßlinger Heimatbuch für Stadt und Umgebung. Eßlingen: Bechtle
- Otto Borst (1978). Geschichte der Stadt Esslingen am Neckar (3 ed.). Esslingen: Bechtle. ISBN 978-3-7628-0378-2
- Dorothee Bayer (1982). Esslinger Heimatbuch. Esslingen: Schmidt
- R. Christlein (1972). “Waffen aus dem völkerwanderungszeitlichen Grabfund von Esslingen-Rüdern”. Germania 50. pp. 259–263
- R. Koch (1969). Katalog Esslingen II. Die merowingischen Funde (Das Gräberfeld von Sirnau und die Funde von Berkheim, Mettingen und Oberesslingen). Veröffentlichung des Staatlichen Amts für Denkmalpflege Stuttgart; A, 14/2. Stuttgart
- Lutz Reichardt (1982). Ortsnamenbuch des Kreises Esslingen. Veröffentlichungen der Kommission geschichtliche Landeskunde Baden-Württemberg Band 98. Stuttgart: Kohlhammer. ISBN 978-3-17-007276-3
- Joachim Hahn (1994). “Jüdisches Leben in Esslingen. Geschichte, Quellen und Dokumentation”. Esslinger Studien (Esslingen) 14. ISSN 0425-3086.
- Die Maschinenfabrik in Esslingen: 1846–1965; eine Fabrik verändert die Stadt, herausgegeben durch die Esslinger Bank. Schriftenreihe Esslingen – Geschichte, Persönlichkeiten, Wirtschaft, Band 8. Esslingen. (1991)
- Jürg Arnold (1965). Das Erbrecht der Reichsstadt Esslingen. Stuttgart: Mueller & Graeff
- Christian Ottersbach (2000). Die Esslinger Burg. Der historische Ort, Band 106. Berlin: Kai Homilius Verlag. ISBN 978-3-89706-105-7
- Hartmut Schäfer (2001). Stadt-Findung. Geschichte – Archäologie – Bauforschung in Esslingen. Stuttgart: Theiss. ISBN 978-3-8062-1684-4
- Walter Bernhardt; Hans Koepf (1982). Die Pfleghöfe in Esslingen. Sigmaringen
- Michaela Jansen. “Die Umgestaltung von Marktorten zur Stadt. Das Beispiel Esslingen”. Mitteilungen der Deutschen Gesellschaft für Archäologie des Mittelalters und der Neuzeit 15.2004 2022年6月17日閲覧。
- B. Röhm. Esslinger Filialen: Geschichten, Häuser und Bewohner um 1700 bis nach 1900
- Christine Giersberg (2009). Esslinger Sagen und Legenden. Schwaig: John Media. ISBN 978-3-942057-00-4（オーディオブック）

### その他一般
- Finanzministerium Baden-Württemberg, ed (2004). Amtsgericht Esslingen
- Beschreibung des jährlichen Schwörtags der Reichsstadt Esslingen. Esslingen: Buchhandlung H. Th. Schmidt. ISBN 3-922360-02-5
- Stiftung Esslinger Kulturpreis, ed. Die Uhr am Alten Rathaus in Esslingen. Weißenhorn: Konrad. ISBN 978-3-87437-471-2
- Fanfarenzug Blau-Weiß Esslingen, ed. Es war einmal am Pliensauturm in Esslingen am Neckar
- Christian Ottersbach, ed (2001). Esslingen am Neckar – Kunsthistorischer Stadtführer. Esslingen: Bechtle. ISBN 978-3-7628-0564-9
- Dorothee Bayer, ed (2004). Esslingen am Neckar – Offizieller Stadtführer. Esslingen: Bechtle. ISBN 978-3-7628-0485-7
- Lichtbildnergruppe Esslingen, ed (2003). Esslingen am Neckar – Fotos und Texte. Esslingen: Buchhandlung Stahl
- Holger Starzmann (2003). Esslingen – Junge „Alte Stadt“ am Neckar. Lindenberg: Josef Fink. ISBN 978-3-89870-083-2
- Freizeitkarte Kreis Esslingen (21 ed.). Fellbach: F. v. Wagner & Mitterhuber. (1984)
- Werner May (2003). Ha, woisch no? Geschichten aus dem alten Esslingen. Gudensberg-Gleichen: Wartberg. ISBN 978-3-8313-1379-2
- Siegfried Stötzer (2003). Mittelalterliche Fachwerkschätze und bürgerliche Baukunst in Esslingen a. N. aus der Zeit vor 1550. Altbach
- Joachim Schäfer (1975). “Koordination von Aktivitäten – Drei Jahre Jugendaktionskreis Esslingen (JAK)”. In Norbert Kühne. Wir arbeiten mit Jugendlichen. Gießen: Achenbach Verlag. pp. 100–127. ISBN 978-3-87958-126-9
- Egon Schreitle (1998). Schurwald, Eßlingen, Filder. Stuttgart: Theiss. ISBN 978-3-8062-1344-7
- Stadtplan Esslingen. Fellbach b. Stuttgart: Wagner & Mitterhuber. (1984)
- Ursula Rojnica; Wilfried Lips: Unterwegs im alten Esslingen (2000). Gudensberg-Gleichen: Wartberg. ISBN 978-3-86134-695-1
- Rainer Lotz (2007). Esslingen. Erfurt: Sutton. ISBN 978-3-86680-136-3
- Ulrich Bauer (1993). “Gesamtanlage Esslingen am Neckar”. Denkmalpflege in Baden-Württemberg. pp. 80–84